# ゾースト
ゾースト (ドイツ語: Soest, ドイツ語発音: [zoːst] ( 音声ファイル)) は、ドイツ連邦共和国ノルトライン＝ヴェストファーレン州アルンスベルク行政管区のゾースト郡の郡庁所在地である。この街はドルトムントの東約 50 km、パーダーボルンの西約 50 km に位置している。この街は、肥沃なゾースト沃野にあり、人口約 47,000人である。中核市区には約3万人が住んでおり、残りは周辺市区に住んでいる。

## 表記
表記は1995年以前の諸規定の段階で、既に相いれないものであったため、地名に関する常設委員会の緊急勧告の後も oe（いわゆる長音の e）を用いたスペルが引き続き使用されている。

## 地理

### 基本情報
市域面積は 8,581.6 ha である。ゾースト内市街のマルクト通り沿い中心部の座標は北緯51度34分23秒 東経08度06分24秒 / 北緯51.57306度 東経8.10667度である。南北の最大幅は 11.5 km、東西の最大幅は 13 km である。市内の最低点は、テニングゼン市区のシュレッデと連邦道 B475号線の間にある「ハンマー・ラント」で海抜 73 m である。最高地点はベルゲーデ市区の海抜 219 m 地点であり、市域の高度差は 146 m ある。

### 隣接する市町村
ゾーストは、北から時計回りに、リッペタール、バート・ザッセンドルフ、メーネゼー、エンゼ、ヴェルル、ヴェルヴァーと境を接している。

### 市の構成

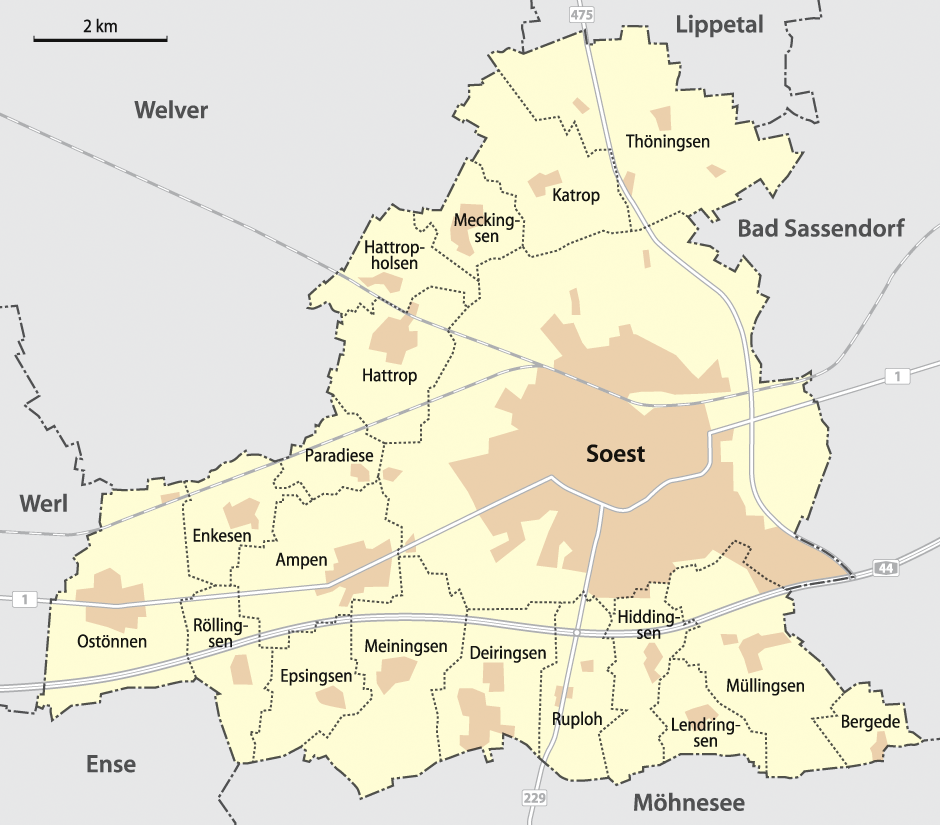
ゾースト市区図

1969年のノルトライン＝ヴェストファーレン州の市町村再編に伴い、旧ゾースト市は1969年7月1日に、それまで独立した自治体であった（現在の市区）18町村と合併した。これらの町村は以前からゾースト市と緊密な関係にあった。領邦上の見地から、ゾースト市は他の30町村とともに中世から1809年までゾースト地域に属していた。これらの市区における信仰は、ゾースト市の市民と同様に福音主義が多数であった。地形上は、ゾーストの市区の一部はゾースト沃野、その他はハールに属す。個々の集落すべてが、行政上の市区となっているわけではない。たとえば、ゾーストの北に位置するエリングゼンは行政上の市区ではない。この市町村合併によりゾースト市の面積は、1969年7月1日に 28 km2 から約 86 km2 に、人口は 35,511人から 40,320人にそれぞれ増加した。2008年の人口は約 48,000人で、このうち 40,660人 (84.7 %) が中核市区に、7,340人 (15.3 %) が周辺市区に住んでいた。土塁内の本来の内市街の人口は 6,532人で、全市民の約 13.6 % であった。
ゾースト市の中核市区を除く行政上の市区は以下の通りである:
| - アムペン - ベルゲーデ - ダイリングゼン - エンケゼン・バイ・パラディーゼ - エプジングゼン - ハットロプ | - ハットロフォルゼン - ヒディングゼン - カトロプ - レンドリングゼン - メッキングゼン - マイニングゼン、キルヒドルフ | - ミュリングゼン - オステネン - パラディーゼ - ルプロー - レリングゼン - テニングゼン |

地名に特徴的に現れる "-ingsen" は、ゾースト近郊全域に特徴的な語尾である。これは元々の名称 "-inghausen" を短縮したものである。

## 歴史
1000年以上の古い歴史を持つハンザ都市ゾースト (Sosat, ラテン語: Susatum) は、中世にはヨーロッパの最も重要なハンザ都市の一つに数えられていた。壁に囲まれた 106 ha の他にゾースト沃野の10教会区がゾースト市の領域に属していた。

### 始まり

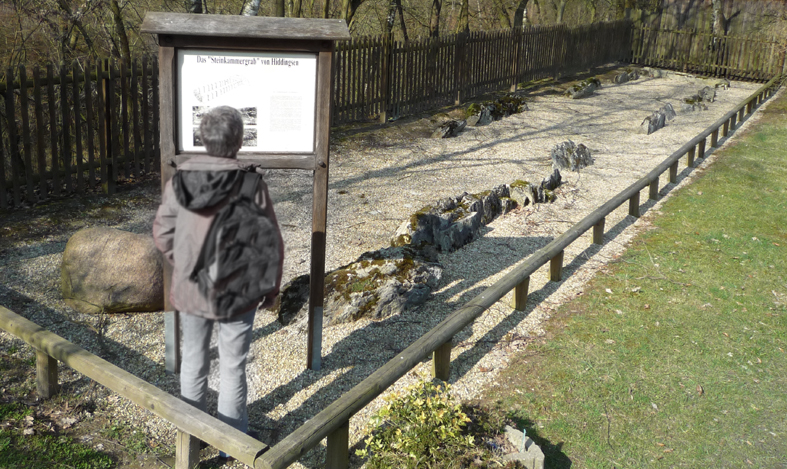
発掘されたヒディングゼンの石室

ゾーストの最初の文献記録は、聖ヴィトゥスの遺骨をパリ近郊のサン・ドニからコルヴァイに移した際、836年に villa Sosat と記述されている。実際には、現在の市域では新石器時代以降あらゆる時代の定住を示す痕跡が発見されている。パトロクリ聖堂南東地域には、紀元前5500年から5000年頃の線帯文土器文化時代から定住がなされていたことが判っている。市中心部の考古学調査によって、1990年代初めにミヒェルスベルク文化の土塁跡が発見されている。石器時代の痕跡としては、重要な巨石墓であるヒディングゼン近郊の石室がある。地域を超えて重要な遺物は、ダイリングゼンおよびルプローのレセナー文化の出土品である。さらに、ヴェストファーレン＝リッペ風土連盟の考古学者は、市域の東端（ゾースト＝ゲルメン）でキリスト生誕前後の時期の入植地跡を発見した。発掘により、氷期からメロヴィング時代のアルダイ入植地跡が確認された。コールブリンクの考古学発掘地（現在はC&Aの敷地）は、遅くとも紀元後600年頃にはヒトが住んでおり、製塩が行われていたことを示している。20世紀半ばにはリューベッカー・リング沿いのフランク人墓地が発見された。それ以前はこの入植地がどの民族のものであるか判っていなかった。「ゾースト」という地名の由来に関する古い議論が再燃し、ゲルマン以前の入植の伝統と関連性が示唆された。これまでは、通常、Sod-saten（「水源沿いの定住地」）に由来すると考えられている。
ゾーストは、ドルトムント、ウナ、ヴェルル、エルヴィッテといった街と同様に、一方はアールダイ山地やハールシュトラング北側の数多くの水源、他方はヘルヴェークの交易路の恩恵を受けた古い入植地群の一つである。ゾースト沃野の肥沃な風土、比較的乾燥した気候、豊かな水は、常に入植に適した土地であった。近隣の塩泉源によって古くから行われていた製塩は、中世にはこの街の重要な経済因子になった。塩とならんで鉄加工もゾーストが産業、さらには交易都市へ発展する上で重要な役割を担った。交易は、現在ロシア領のノブゴロドにまで及んだ。交易の発展は、ヘルヴェーク（東西）と南北の街道が交わる地点にあるという立地によってもたらされた。周辺の塩泉は、製塩ではなく近隣のバート・ザッセンドルフの温泉やヴェルルの観光製塩所という形で、現在も利用されている。
議論が定まっておらず、研究者の大多数が否定しているシズレクのサガを歴史的根拠とする説では、中世初期のゾーストでニーベルング族が没落したとされている。

### 中世から近世

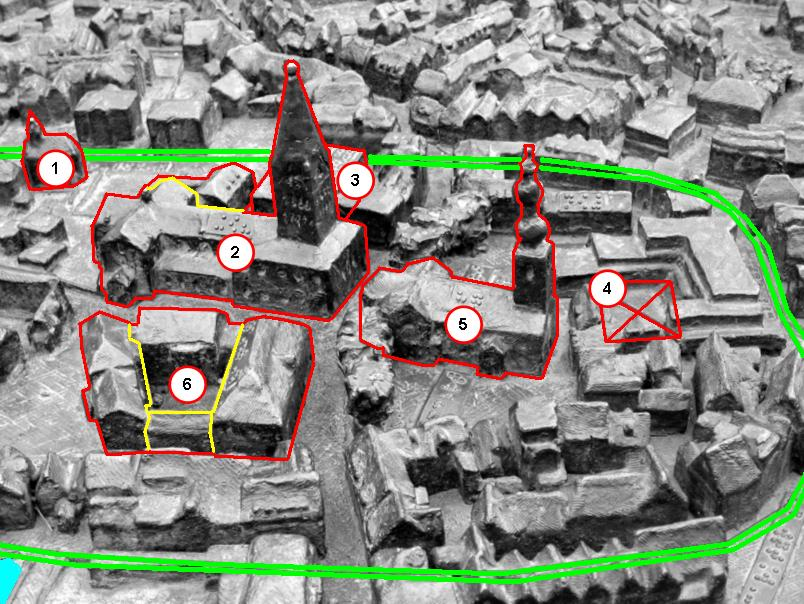
オットー朝のゾースト旧市街中心部（緑で囲まれた部分）のブロンズ模型。1. ニコライ礼拝堂、2. 聖パトロクリ聖堂、3. モルグナー＝ハウス、4. 旧宮廷の位置、5. 聖ペトリ教会、6. 市庁舎（異なる世紀に建設された4つの部分で構成されている）。左端にグローサー・タイヒ（池）の端が見える（水色部分）。

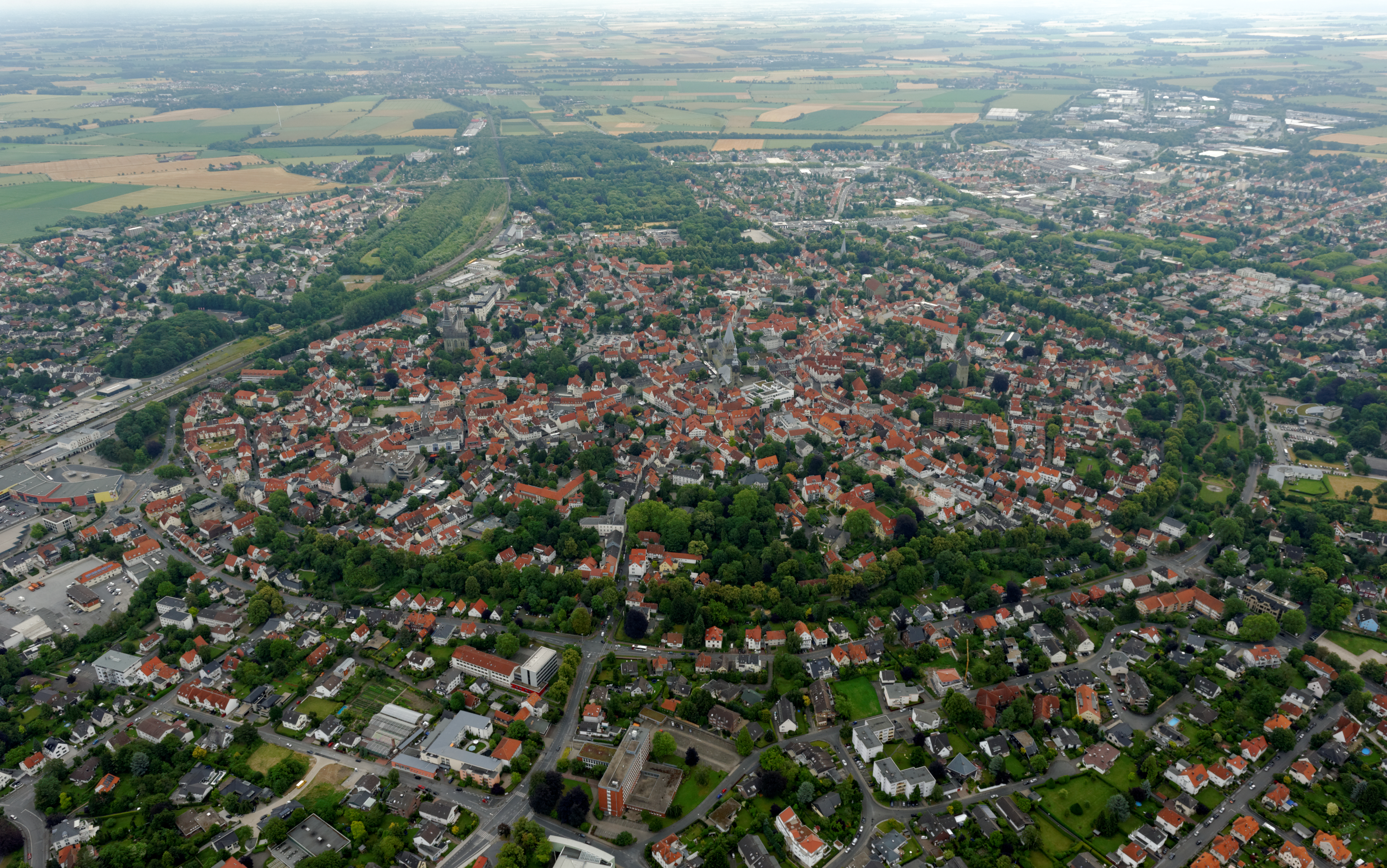
現在のゾースト旧市街

ドイツ地域で存在が証明されている最初の都市法である「ゾーストの都市法」はクーハウトおよびシャラーの形で伝承されている。ゾーストの都市法は、おそらく、ケルン経由でもたらされたロンバルディアの都市法をモデルに制定されたと考えられる。この都市法は、コルバッハをはじめ周辺の多くの都市に適用された。しかしより重要な点は、ゾーストの都市法が離れた都市でも作用したことである。特にゾースト商人がその建設に参加したリューベックでは、ゾーストの都市法に手を加えたリューベックの都市法が用いられ、これがバルト海地域に伝播した。
ヴィルヘルム・フォン・ホラントはドイツ王として1252年に王自身と帝国によるゾーストの保護を保証し、広範な交易特権を与えた。
ゾーストは、中世の最も重要な交易都市の一つであり、ドルトムント、ミュンスター、オスナブリュックとならんでヴェストファーレンのハンザ都市の中で主要都市の地位を占めた。ゾーストが管轄するリップシュタット、ヴェルル、アルンスベルク、アッテンドルン、ブリーロン、リューテン、ゲーセケといった都市による最後の地方ハンザ会議は1604年に開催された。ゾーストは、1608年にリューベックで開催された最後のハンザ総会に出席している。1669年の最後のハンザ会議では、すでにハンザの衰退が明らかであり、ゾーストはこれに参加しなかった。
他の都市と同様にゾーストも中世後期には、ヴェストファーレン公領を介し領主支配を目論むケルン大司教の干渉に対して自治権を貫いた。早くも1225年にゾースト住民は大司教の新しい城を力ずくで破壊した。自治権を護りあるいは拡張するために、この街は15世紀にクレーフェ公ヨハン1世の庇護下に入った。彼はブルグントの領主家の血縁者であり、ゾーストは広範な独立を保証された。ゾーストのフェーデ（1444年 - 1449年）での、大司教の包囲軍に対する勝利は「ピュロスの勝利」（損害が大きくて割に合わない勝利）であった。ゾーストは敵の領土にほぼ完全に取り囲まれ、商業都市としての権力や影響力を失って徐々に農民都市に変化していった。最盛期の豪壮な商人の館は空き家となり、荒廃していった。その石材から、しばしば驚くべき程広い庭を取り囲む旧市街の緑色砂岩の壁が造られた。
ドイツの「中世都市や農村の庶民にとって、共同浴場は居酒屋と同様に共同生活の重要な中心をなしていた」が、「現存するドイツ最古の共同浴場の記録はゾーストのもの（1130～50）で」ある。

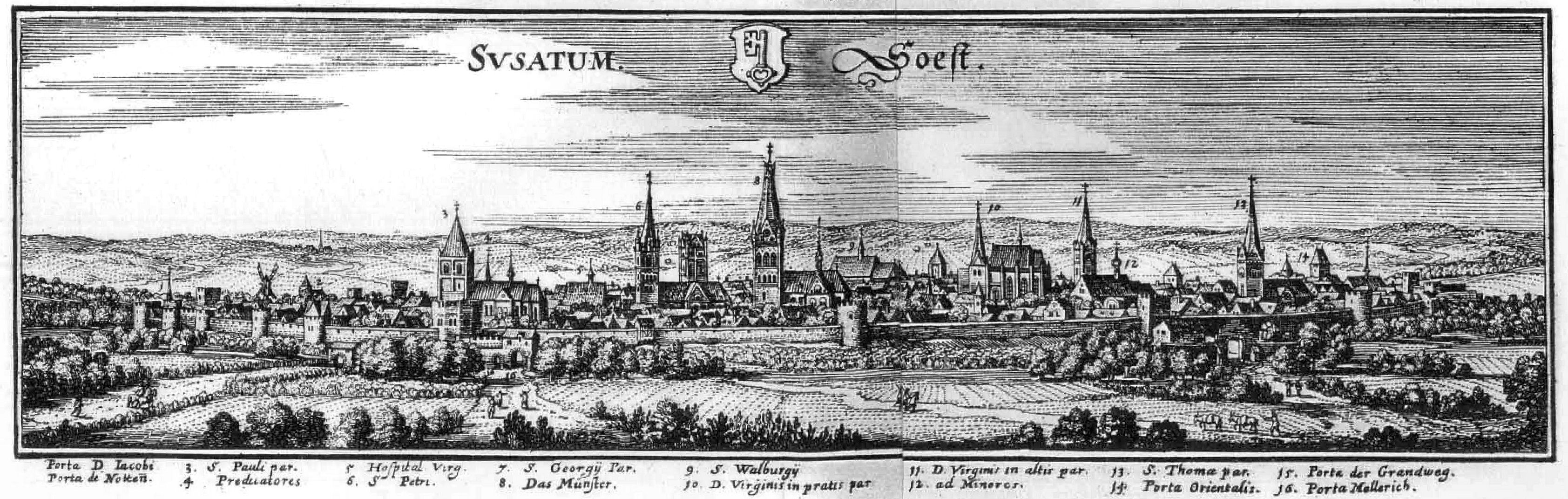
1647年出版のマテウス・メーリアンの銅版画に描かれたゾースト

### 近世
ゾーストは、ゾーストのフェーデ後自由帝国都市として事実上独立した。クレーフェ公との緩い結びつきは、その後、ゆっくりと西に向かって拡大するプロイセンへの併合をもたらした。1609年に最後のクレーフェ公ヨハン・ヴィルヘルムが亡くなった後ゾーストはクレーフェ公の遺領としてブランデンブルク辺境伯に引き継がれた。これに対するゾーストの拒絶は成功しなかった。1616年の降伏により、ゾーストは初めて「敵」の支配を受けることとなった。この街は三十年戦争で、他の街同様に、かなりの被害を受けた。人口から見たゾースト衰退の底は1756年で約 3,600人であった。プロイセンの絶対王政と有能な人物を自由に掌握しようとする努力が、徐々に都市の特権を廃止していった。1742年に貨幣鋳造権が、1751年には490年以上保持し続けた議会組織が（内市街の選挙での謀略に配慮して）失われた。ゾーストにプロイセンの政治体制が根を下ろし、クレーフェ＝マルク伯のそれに取って代わった。
1531年にフィリップ・メランヒトンを介して宗教改革が行われた。当時修道院教会であった聖パトロクリ聖堂を除く旧市街および周辺地区全域の芸術史上重要な中世の教会が、すべて福音主義化された。1661年にケルン大司教領における密猟に対する罰として、宗教改革以後マリアの巡礼が停止されていたヴィーゼン教会からヴェルルに聖母像が移された。ここには毎年数十万人の巡礼者が訪れ、ヴェルルはドイツで3番目に大きな巡礼地となった。19世紀初めの世俗化でパラディーゼとヴェルヴァーの女子修道院は1808年と1809年に廃止され、1811年には聖パトロクリ修道院、1812年には聖ヴァルブルギス修道院、さらにドミニコ会修道院（1812年）やフランシスコ会修道院（1814年）も廃止された。
1570年から1616年までの魔女狩りの時代には、少なくとも67件の魔女裁判が行われた。アンナ・ヴィットホヴェデスに対する裁判で始まった1585年から1586年のゾースト最大の魔女狩りでは大勢が犠牲となった。2013年2月27日にゾースト市議会は魔女狩りの犠牲者の名誉を回復した。
ナポレオンの時代には、1809年にゾーストは少なくとも48か村約2万ヘクタールの周辺地区の土地を失った。

### 近現代
19世紀初めにゾーストは人口約5,000人-8,000人となり、ミュンスター、パーダーボルン、イーザーローン、ミンデンに次ぐヴェストファーレンの大都市に数えられるようになった。1843年のゾーストの人口は 8,750人で、7,650人のドルトムントを凌駕していた。しかしゾーストは19世紀の経済的な連携に乗り遅れた。中世の建造物は老朽化していった。教会、市庁舎の中世建造部分、10の市門のうち9つといった重要な建造文化財が19世紀前半に取り壊された。1817年の郡庁所在地への昇格や1849年の鉄道開通によっても、経済的衰退は改善されなかった。1897年、下水網の建設に伴って、それまで剥き出しになっていた市中心部を流れるゾーストバッハは、約1.50 - 1.80 m 掘り下げられ、一部は石樋が設けられた。多くの部分で覆いがつけられ、都市景観から遠ざけられた。

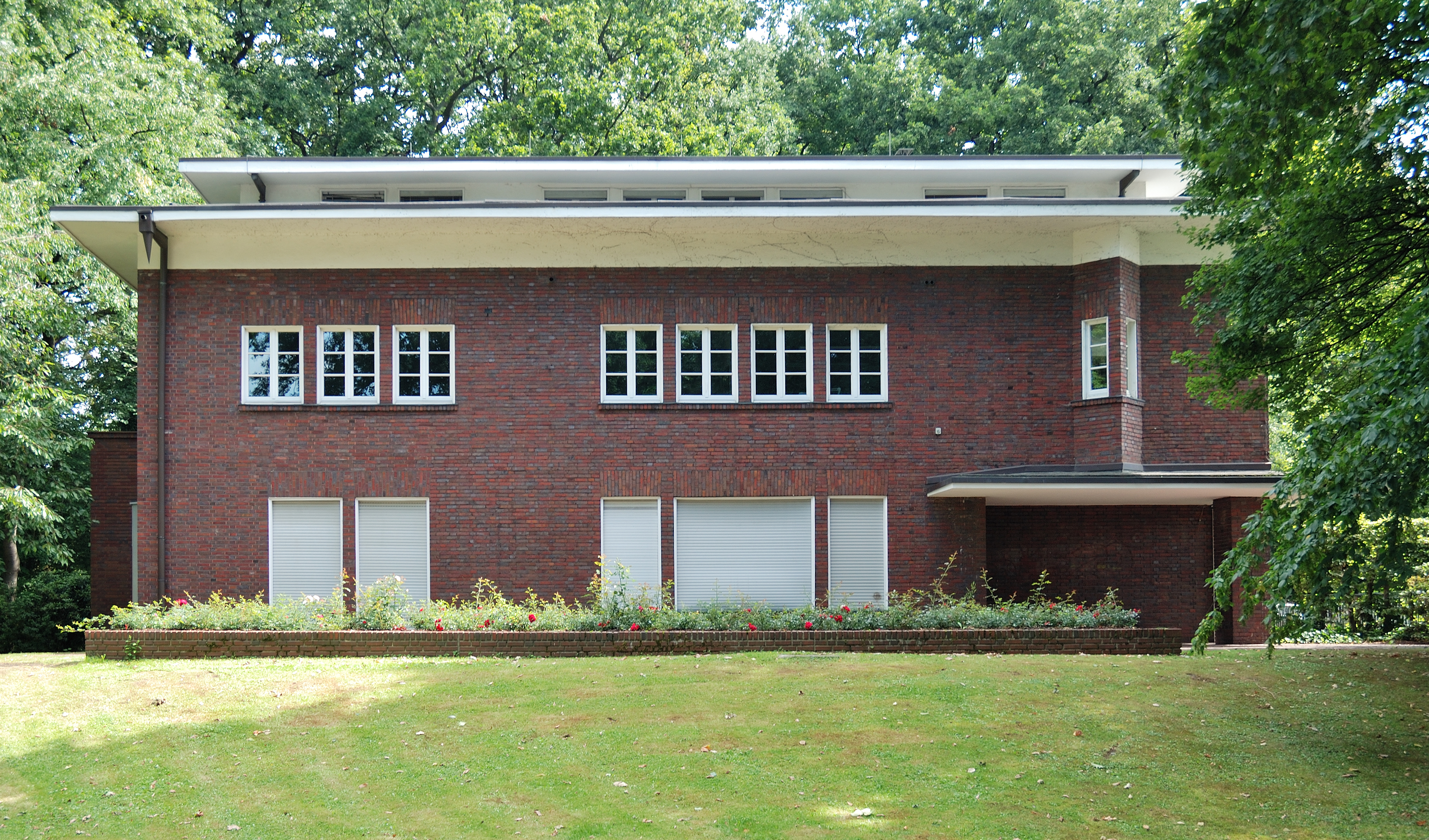
1920年代にブルーノ・パウルによってバウハウス様式で建設されたプランゲ邸

19世紀の終わり頃に経済状況は改善した。貨物駅によって徐々に職場が創出され（最盛期には約2000人の職場があった）、食品（製糖工場）や鉄加工分野の中小企業が発展した。それにもかかわらず、20世紀初めには、ゾーストはのどかな地方都市であり、市壁を超えて成長することはなかったが、そのロマンティックなキャラクターのためにヴェストファーレン表現主義の中心地となった。近代建築で重要なのが、1920年代に建築家ブルーノ・パウルが造った3つの邸宅である。このうち最も小さな邸宅（プランゲ邸）には、2011年まで郡立文書館が入居していた。1930年代、中世の趣を持つゾーストを国の文化財にしようとする努力がナチのサークルによって行われたが成功しなかった。ナチ時代のゾーストは「ドイツの中世の街」というタイトルを掲げていた。
第二次世界大戦でゾーストは、何度も連合国の爆撃目標になった。これは当時（ルール地方からザクセンやシレジアへの貨物交通を制御する）ドイツで最も重要な操車場の一つがあったためである。また、内市街には戦争遂行上重要なアック・ハーゲン社の蓄電池工場があった。駅と工場との間のくさび形の主要爆撃目的地以外の歴史的中核市区でも全部で 60 % の家屋が損傷したが、一部が破壊されたものの、多くの部分が保存された。操車場は第二次世界大戦後に縮小されたが、近代的な形で再建された。しかしその後使用が停止され、取り壊された。
第二次世界大戦後、この街の面積と人口は短期間でかなり増加した。シレジア（特にクウォツコ地域）からの難民を受け容れるために、市の南東部に当時としては連邦最大の住宅地が造成された。本市は数十年の間軍の駐屯地となっていた。はじめはカナダの、その後はベルギーの部隊が駐留した。ゾーストはベルギー軍にとってドイツで3番目に大きな駐屯地であった。市内には、周辺町村の駐屯地に勤務するイギリス兵士の家族も多く住んでいた。
1970年代に完成したアウトバーン 44号線の2つのインターチェンジと大学の設立は、現在のゾーストの経済的成功とルール地方東部への通勤者に人気のベッドタウンへの基盤となった。1991年に暗渠を流れるゾーストバッハの再露天化が行われた。これはいくつかの箇所で突然崩落する危険性があったためである。不都合な予算状況のために必要な措置が何度も延期された。最初の再自然化がなされたのは1997年/1998年で、170 m の区間であった。その後他の区間でも露天化がなされていった。2010年にコルクのタイヒスミューレ裏とヴィーゼン通りの角から、レールバッハのヴァルブルガー通りの、最後の、そして最長の区間が着手された。

### 歴史的構成
本市の歴史的構成は、6つの「ホーフェン」を持つ本来の都市と、「ベルデ」と呼ばれる周辺地区からなっていた。ベルデを構成していた町村のいくつかは1969年/1974年の地域再編によりヴェルヴァーやバート・ザッセンドルフに合併した。ゾースト市は、1969年から中核市区と18地区で構成されている。これにはかつて教会集落であったオステンネンとマイニングゼンが含まれている。小村パラディーゼも本市に合併した。この地区の旧修道院は一部修復がなされた。パラディーゼ修道院はこの街の歴史と密接に関わっており、グリンメルスハウゼンの『阿呆物語』によって文学史にもその名を刻んでいる。

## 行政

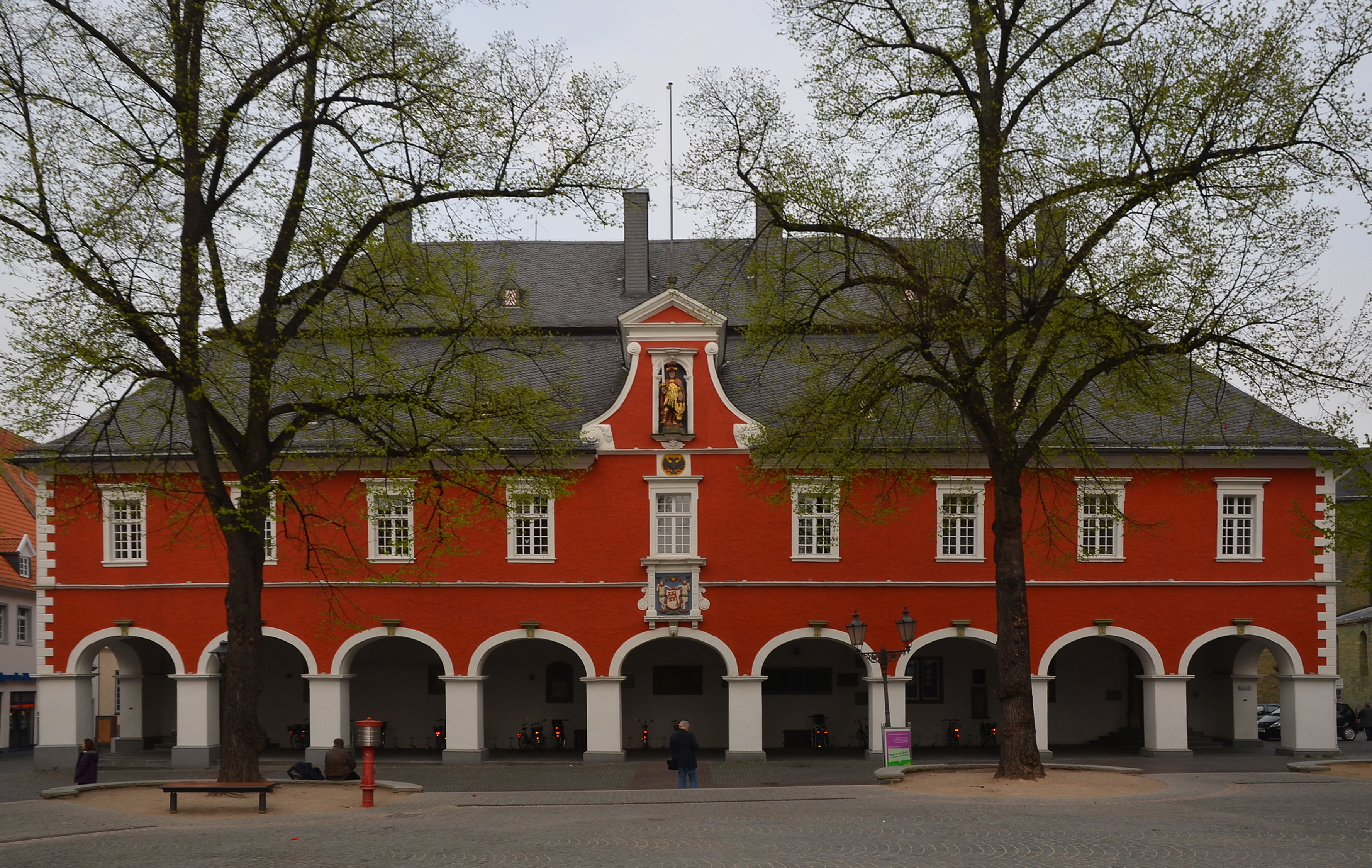
市庁舎西翼

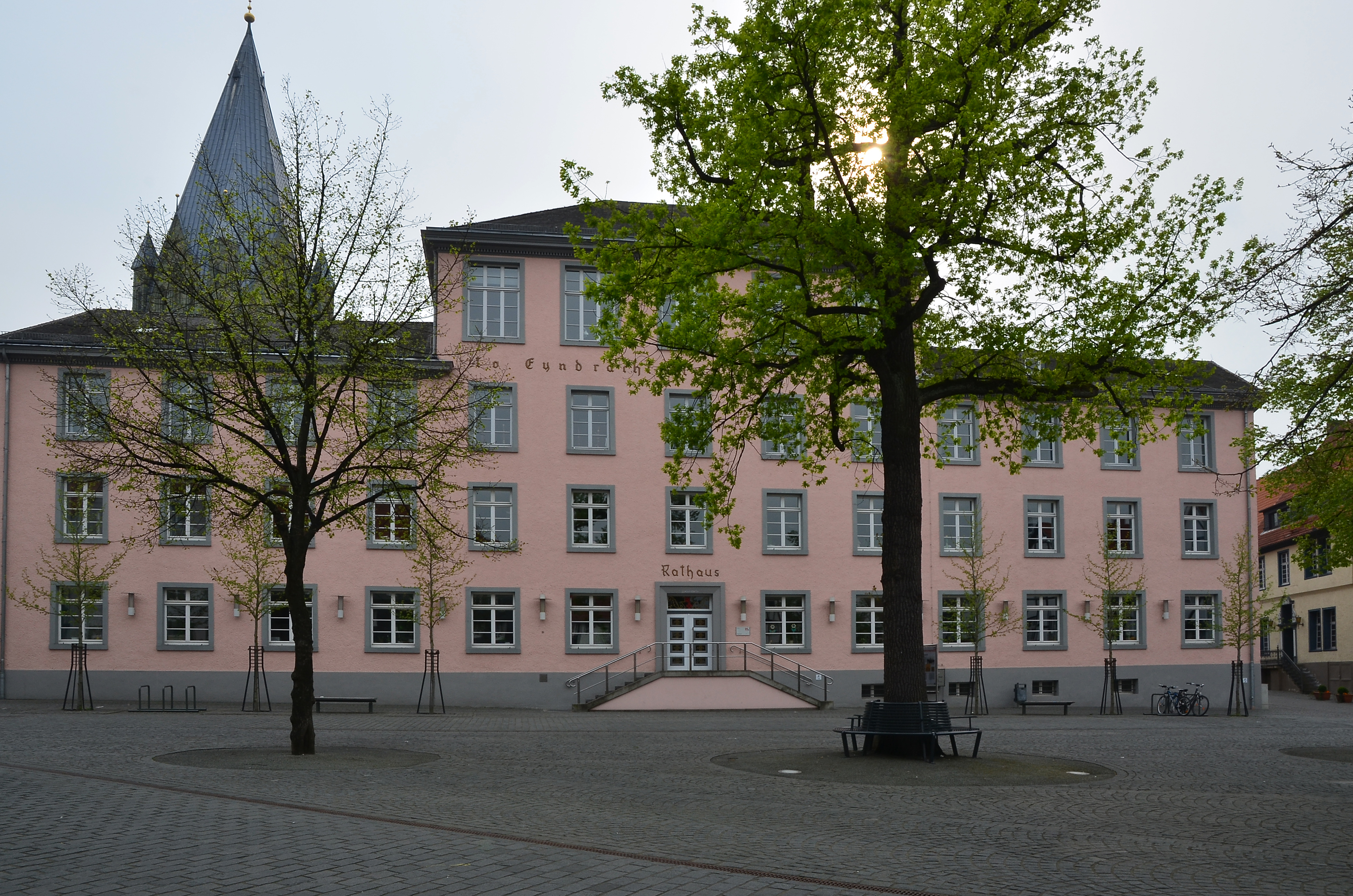
市庁舎東翼

### 市議会
ゾーストの市議会は50議席からなる。

### 首長
1948年以降のゾースト市長を列記する。
- 1948年 - 1952年: フーベルトゥス・シュヴァルツ (CDU)
- 1952年 - 1956年: ヴィルヘルム・ルンテ (FDP)
- 1956年 - 1961年: ゲオルク・デュルベルク (SPD)
- 1961年 - 1975年: ヴァルター・クレマン (CDU)
- 1975年 - 1981年: イングリート・キッパー (CDU)
- 1981年 - 1989年: ヘルムート・ブスマン (CDU)
- 1989年 - 1999年: ペーター・ブリュゼーケ (SPD)、1995年から専任市長
- 1999年 - : エックハルト・ルテマイヤー (CDU)

### 紋章
図柄: 銀地に、縦に真っ直ぐ置かれ、歯を右（向かって左）に向けた赤い鍵。その歯には十字型の切れ込みが刻まれている。

ゾーストの旗

### 旗
旗竿寄りの 1/3 は白地で、市の紋章に描かれた垂直の赤い鍵が描かれている。残りの 2/3 の面は、7回入れ替わる白と赤で塗り分けられている。

### 姉妹都市
ゾーストは以下の都市と姉妹都市協定を結んでいる。
- バンガー（イギリス、グウィネズ）1973年
- ゲラール（フランス語版、英語版）（フランス、セーヌ＝エ＝マルヌ県）1967年
- カンペン（オランダ、オーファーアイセル州）1992年
- ヘルツベルク（ドイツ語版、英語版）（ドイツ、ブランデンブルク州）1995年
- シャーロシュパタク（ハンガリー語版、英語版）（ハンガリー、ボルショド・アバウーイ・ゼンプレーン県）1995年
- ヴィスビュー（スウェーデン、ゴットランド県）1995年
- ススト（オランダ語版、英語版）（オランダ、ユトレヒト州）2004年
- ストシェルツェ・オポルスキエ（ポーランド、オポーレ県）

ラトビアのリガおよびフランスのサン＝パール＝オー＝テルトルとは友好協定を結んでいる。さらにゾーストは、新ハンザ同盟に加盟している。

## 文化と見所

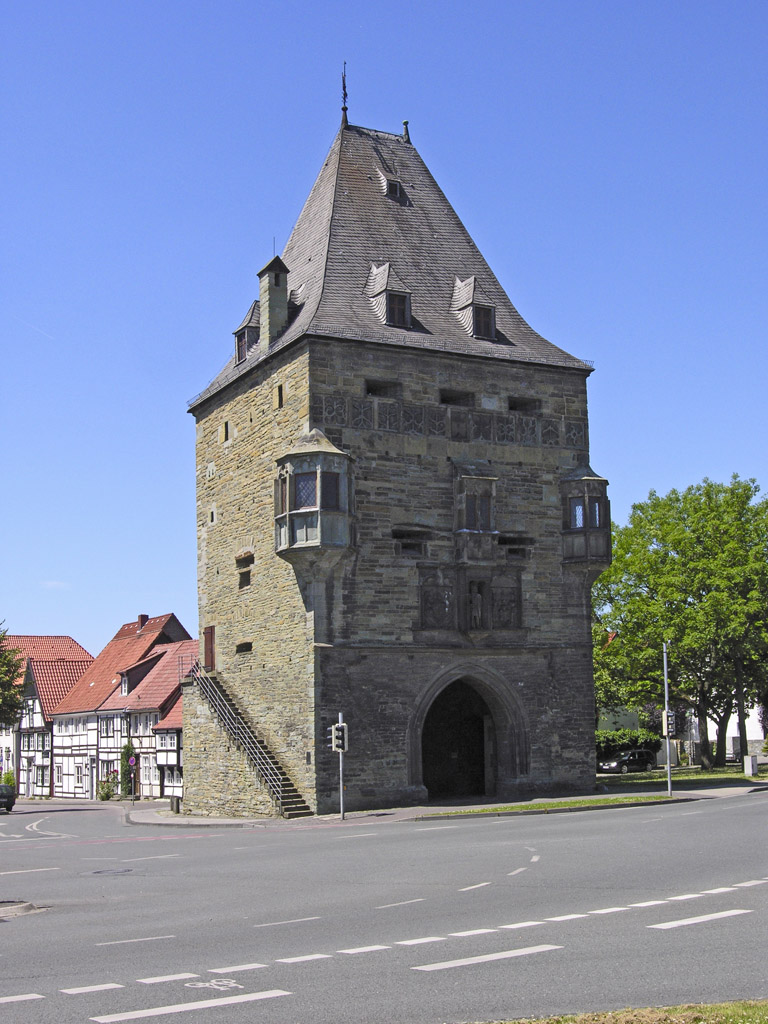
オストホーフェン門

### 都市防衛施設
土塁を持つ古い市壁は、現在も 3/4 が保存されている。1/4 は鉄道建設の犠牲となった。現存する部分は内土塁と呼ばれるものだけである。外側の土塁は1586年に軍事戦略上の理由で取り壊された。かつて10か所あった市門（8つが主要門、2つは脇門であった）のうち内側のオストホーフェン門だけが完全な形で遺されており、現在は市立博物館が入居している。植樹された土塁は隣接する公園風の「グレフテ」（壕跡）とともに完全に歩いての通行が可能で、カッテン塔など散策に好適である。
「グローサー・タイヒ」も注目に値する。この池は塩分を含んだ水源が多く、氷結しない。
- カッテン塔
- グローサー・タイヒ

### 旧市街の世俗建築

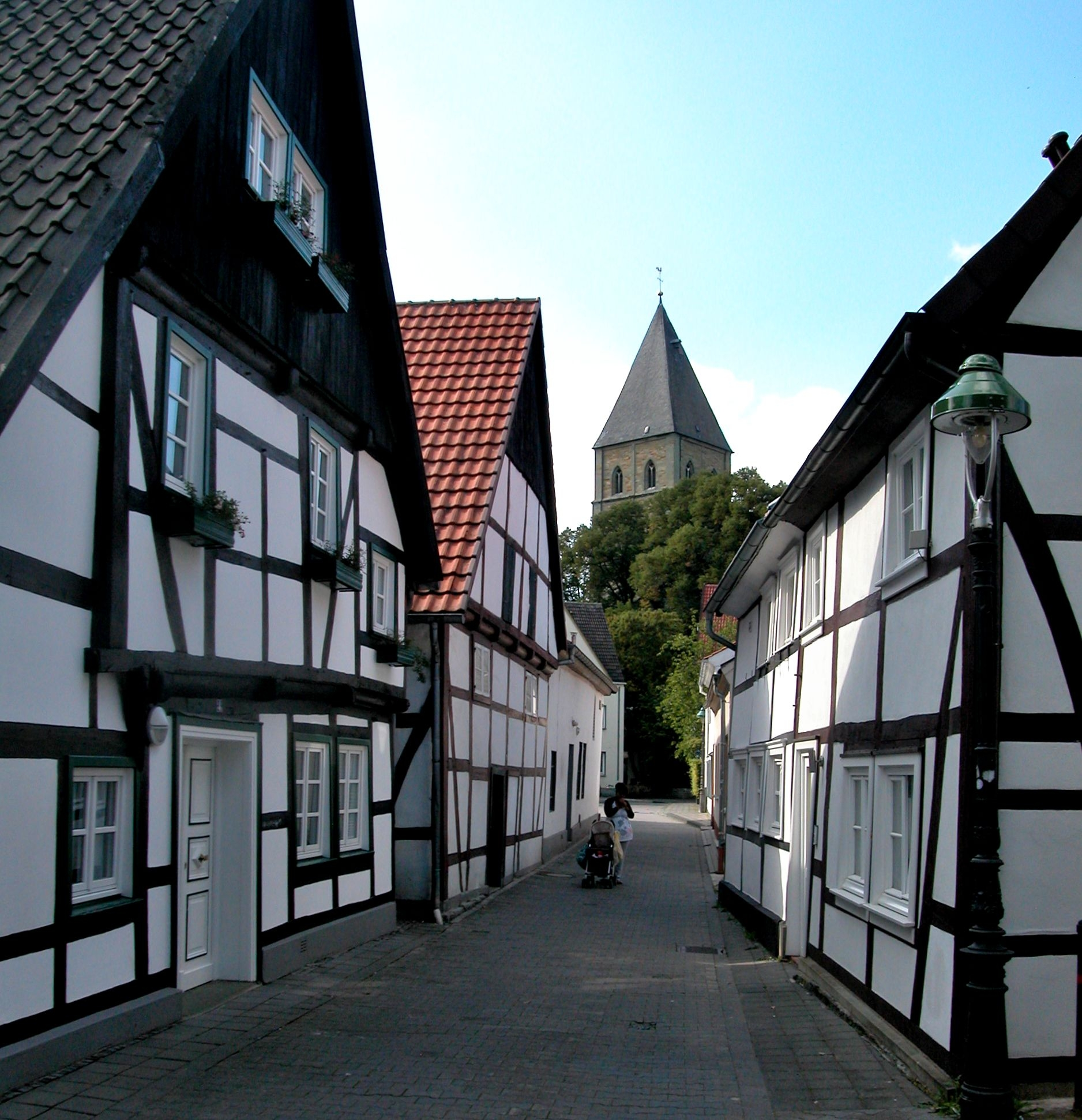
ゾースト旧市街ハールホーフガッセの街並み

ゾースト旧市街は、その大部分、合計600棟が保護文化財に指定されている。古い家屋のいくつかは、しばしば緑色砂岩の壁で囲まれた幅数メートルしかない狭い通りに面している。多くの古い木組み建築は部屋の高さが、2メートルよりもかなり低くかった。このため修復する際に、少なくとも1階部分は十分な高さの天井を確保するよう改築する必要があった。ゾーストは必ずしも木組み建築の街ではなかった。15世紀からの経済的衰退の時代に初めて石造建築が安価な木組み建築に建て替えられたのである。このために必要な木材は容易に入手することができた。トリーア大司教でケルンの管財人であったクーノ2世フォン・ファルケンシュタインがこの街にアルンスベルクの森の木材使用権を授けていたためである。この権利は400年以上にわたって有効であった。内市街に多くの庭園があることもゾーストの特徴である。
多くの保護文化財に指定された建築の内、特筆すべきものを以下に列記する。
- 「ブルクホーフ」街の歴史を紹介するブルクホーフ博物館が入居するロマネスク建築[26]
- バロック様式の市庁舎
- 「ハウス・ツーア・ローゼ」あるいは「フライリヒラート＝ハウス」。詩人フェルディナント・フライリヒラートにちなんで名付けられた。
- 「ピルグリム＝ハウス」ヴェストファーレン最古の旅館、かつてはヤコプの巡礼に向かう巡礼者の宿であった。
- 「ツーム・ヴィルデン・マン」二連破風の木組み建築

- ブルクホーフ
- ハウス・ツーア・ローゼ
- ピルグリム＝ハウス
- ツーム・ヴィルデン・マン

### 中世の教会建築

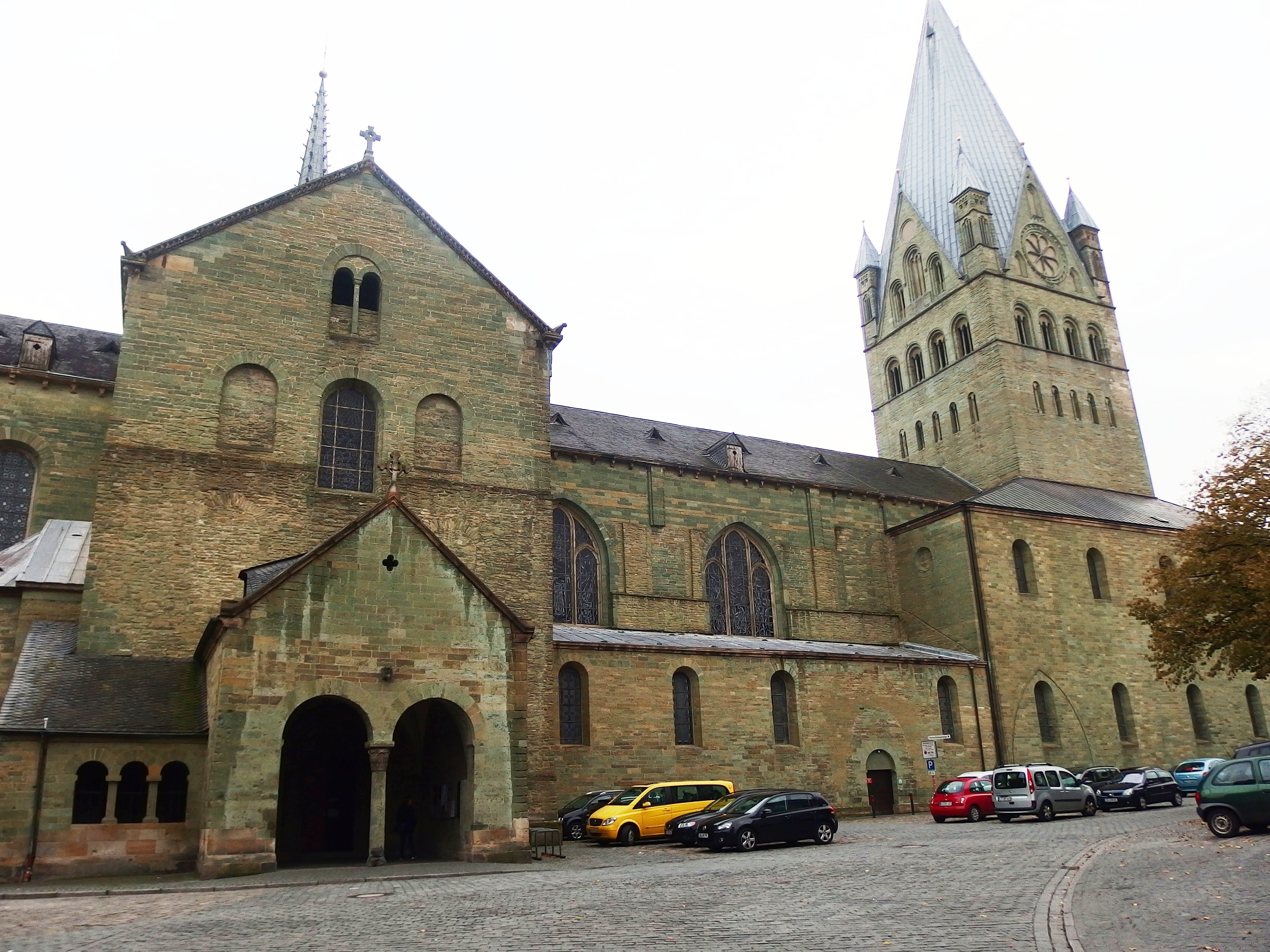
聖パトロクリ聖堂

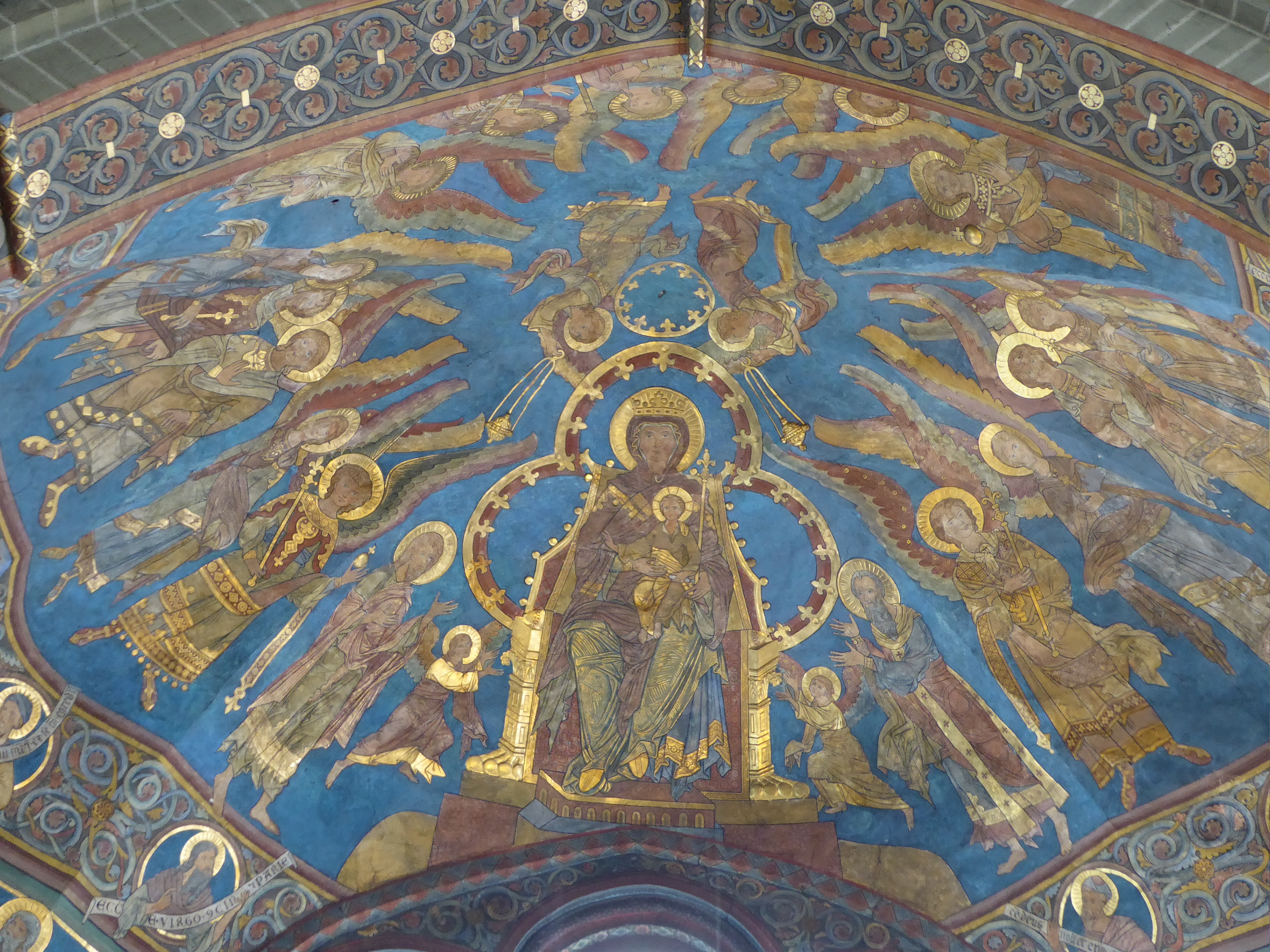
ホーネ教会のビザンチン風壁画

旧市街の10棟の大教会と28棟の礼拝堂が芸術史上重要な遺産として遺されている。いずれの教会も、アンレヒテで切り出された地元の緑色砂岩で建てられている。これら宗教建築の内6棟がハレンキルヒェである。
- 聖ペトリ教会（「アルデ・ケルケ」）は、早くも780年頃に創建され、ヴェストファーレンで最初に設立された教会である。現在の建物のロマネスク部分は1150年から建設された。1230年から大きな2階回廊を有するハレンキルヒェに改築された。この教会は、かつては最初の宮殿（後に「ホーエス・ホスピタル」と呼ばれた）に接続しており、現在も棟の近くにその壁跡（「ヴィテキンツマウアー」）が見られる。第二次世界大戦で爆撃の被害にあった後、1950年代に再建され、現在は福音主義聖ペトリ＝パウリ教会が礼拝に使用している。
- 聖パトロクリ聖堂は、ペトリ教会から 10 m 程しか離れていない。このカトリックの首席司祭区教会は954年に参事会教会として創設された。このバシリカは「ヴェストファーレンのロマネスクの精華」と見なされている。教会塔（ドイツ語版、英語版）とヴェストヴェルク（ドイツ語版、英語版）は特にモニュメンタルな作品で、その上階部には聖堂博物館がある。
- 2廊式のニコライ礼拝堂は聖堂のすぐ近く、内陣の南東に位置している。
- ヴィーゼン教会、精確にはセイマリア・ツーア・ヴィーゼ教会は、14世紀に創設された。この教会はドイツで最も美しいゴシック様式のハレンキルヒェの一つと見なされている。この教会組織は、現在は存在しない聖ゲオルク教会と融合した。
- 「ホーネ教会」と呼ばれる（正しくは聖マリア・ツーア・ヘーエ教会）教会は、1180年から建設された、ヴェストファーレンで最も古いハレンキルヒェの一つである。内部の一部をギリシアまたはビザンチンの芸術家が仕上げた中世風の壁画や、他にはゴットランド島でしか見られないようなシャイベンクロイツが、中世のこの街の広範な交易を物語っている。
- 聖パウリ教会は1229年に初めて記録されている。元のロマネスク教会からゴシック様式のハレンキルヒェへの改築は1350年頃から行われた。聖パウリ教会組織は1972年に聖ペトリ教会と統合された。
- 旧聖トーメ教会はおそらく、かつて隣に存在していた司教の（第2の）宮殿に関連して建設されたもので、1890年から改革派教会に属した。外観上は、塔のスレート屋根が目を惹く。教会内は、見学者には公開されていない。三廊式のホールには漆喰が塗られておらず、床も滑らかなコーティングがなされていない。土塁からも見える教会の内陣部分には、おそらくドイツで最も古いゴシック様式で縁取られた窓がはめ込まれている。
- 中世のフランシスコ会修道院教会であった新聖トーメ教会は、1259年から存在するゴシック様式のハレンキルヒェである。
- ブルンシュタイン礼拝堂は、おそらく12世紀に建設され、14世紀にゴシック様式に改築された。この教会は、1552年から1890年まで改革派教会組織が用いていた。1662年にヴォールトが崩壊し、木造屋根に改築された。この文化財建築は2004年から宗教目的には使われていない。

取り壊された教会には、聖ゲオルク教会（1823年解体）、ドミニコ会聖十字架教会（1820年解体）、ヴァルブルギス教会（1879年解体）、多くの礼拝堂がある。これらの教会の調度品は、一部がゾーストや周辺地域の他の教会に収蔵されている。
- 聖ペトリ教会
- 聖パトロクリ聖堂の教会塔
- 聖ニコライ礼拝堂
- ヴィーゼン教会
- ホーネ教会
- ホーネ教会のシャイベンクロイツ
- 聖パウリ教会
- 旧聖トーメ教会
- 新トーメ教会内部
- ブルンシュタイン礼拝堂

### 現代の教会建築
- カトリックの聖十字架教区教会は1960年代に、戦後の重要な教会建築家ルドルフ・シュヴァルツの設計に基づいて建設された。

### ゾーストの、またはゾーストで制作された歴史的財宝

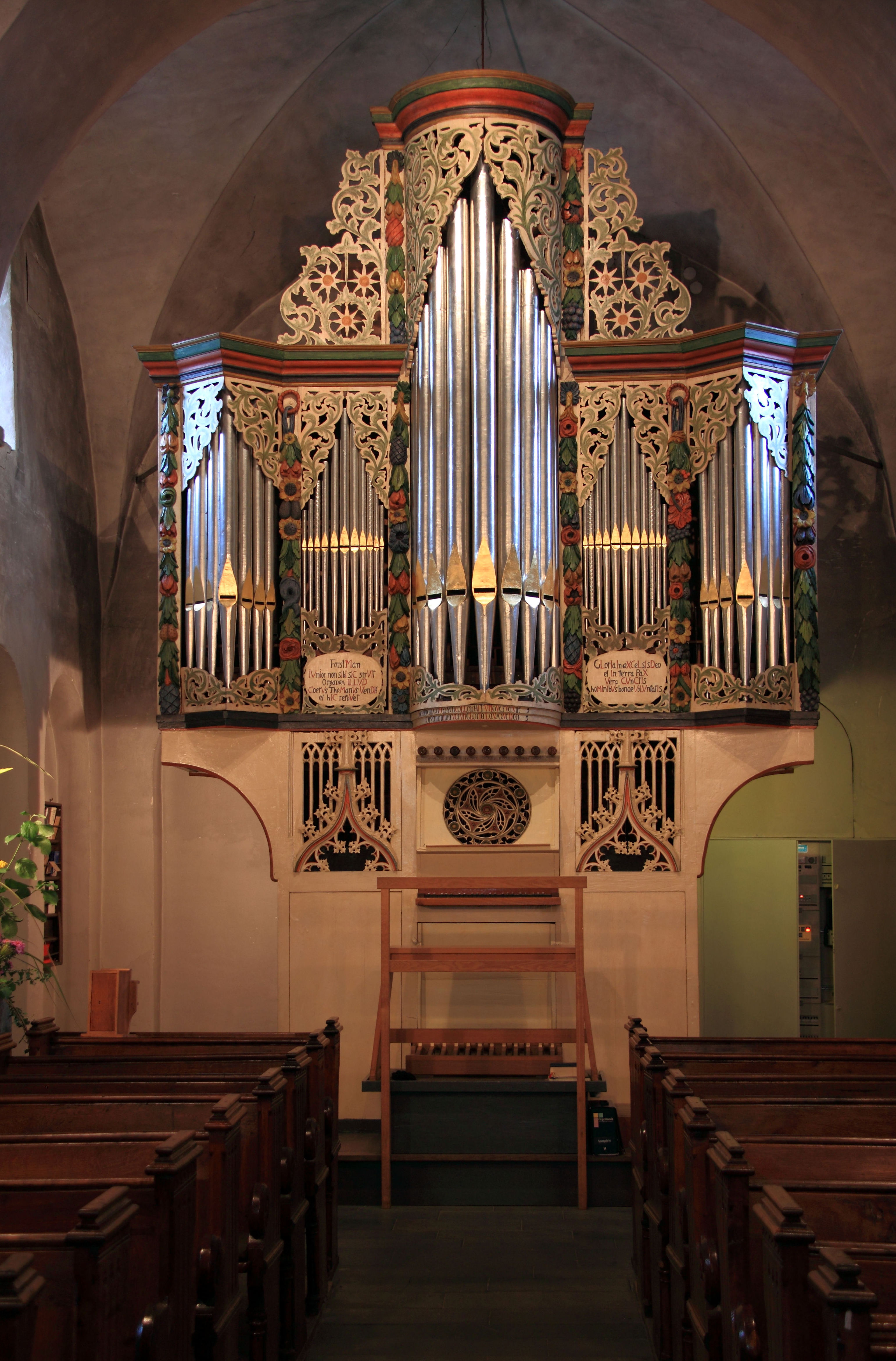
オステネンの聖アンドレアス教会のオルガン

鐘: ゾーストには、バンベルクに次いでドイツで2番目に大規模な歴史的な組み合わせ鐘がある。特に傑出しているのがパトロクリ聖堂で、その塔には11個の鐘がある。
オルガン: ゾーストの多くの古い教会には重要なオルガンが設置されている。その中でも国際レベルで芸術的・音楽史上重要なのがオステネンの聖アンドレアス教会のオルガンで、世界最古の演奏可能なオルガンである。
絵画、グラフィック、ガラス作品:

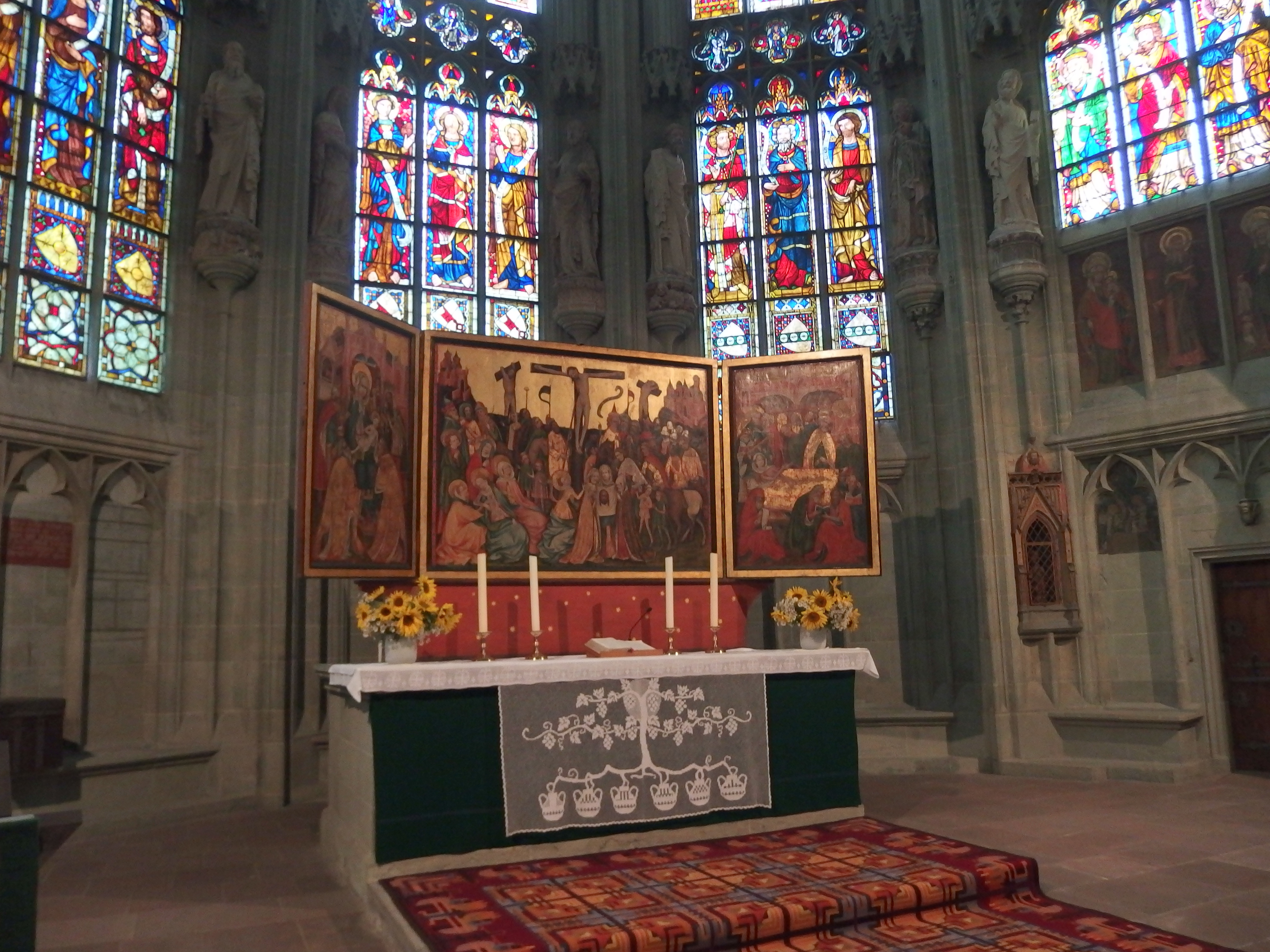
聖ヴィーゼン教会の主祭壇と内陣のステンドグラス

- 現存するドイツ最古のアンテペンディウムはゾーストで創られた。これは現在ミュンスターのヴェストファーレン州立博物館に収蔵されている。
- 聖パトロクリ聖堂のステンドグラスの現存する断片は、この種のものとしてはドイツで最も古い芸術作品の一つに数えられる。ステンドグラスの制作は、隣町のバート・ザッセンドルフ＝ローネで証明されている通り、極めて早い時期から盛んであった。
- 特に重要なのは、ギリシア＝ビザンチンの影響が明らかな聖パトロクリ聖堂やホーネ教会のロマネスク様式のアプスの壁画である。
- 16世紀に制作されたヴィーゼン教会のガラス窓は、その大きさや保存状態の良さで芸術史上重要である。
- コンラート・フォン・ゾースト（ドイツ語版、英語版）およびその弟子は、聖ペトリ教会やヴィーゼン教会の重要な肖像画を遺した。
- 銅版画家で画家のハインリヒ・アルデグレーヴァー（ドイツ語版、英語版）ヴィーゼン教会に肖像画を遺している。
- 数多くの表現主義の芸術家がゾーストで創作を行った。例えば、ヴィルヘルム・モルグナー、エミール・ノルデ、クリスティアン・ロールフス、エーバーハルト・フィーゲナー、カール・シュミット＝ロットルフ、ハインリヒ・シュリーフらである。モルグナーはヴィルヘルム＝モルグナー＝ハウスで制作し、起居した。また、オットー・モーダーゾーンは1865年2月22日にゾーストで生まれた。
- アンフォルメルのハンス・カイザーは長年ゾーストで活動した。彼はパトロクリ聖堂の2枚の窓とヨハネス教会の窓枠を遺しただけでなく、ワシントン大聖堂やニューヨークの UNO の建物のための作品も制作した。
- ゾーストで制作された芸術品は、ミュンスターの州立LWL-芸術・文化博物館、ベルリンの絵画館、パリのルーブル美術館、ニューヨークのメトロポリタン美術館などの収蔵されている。

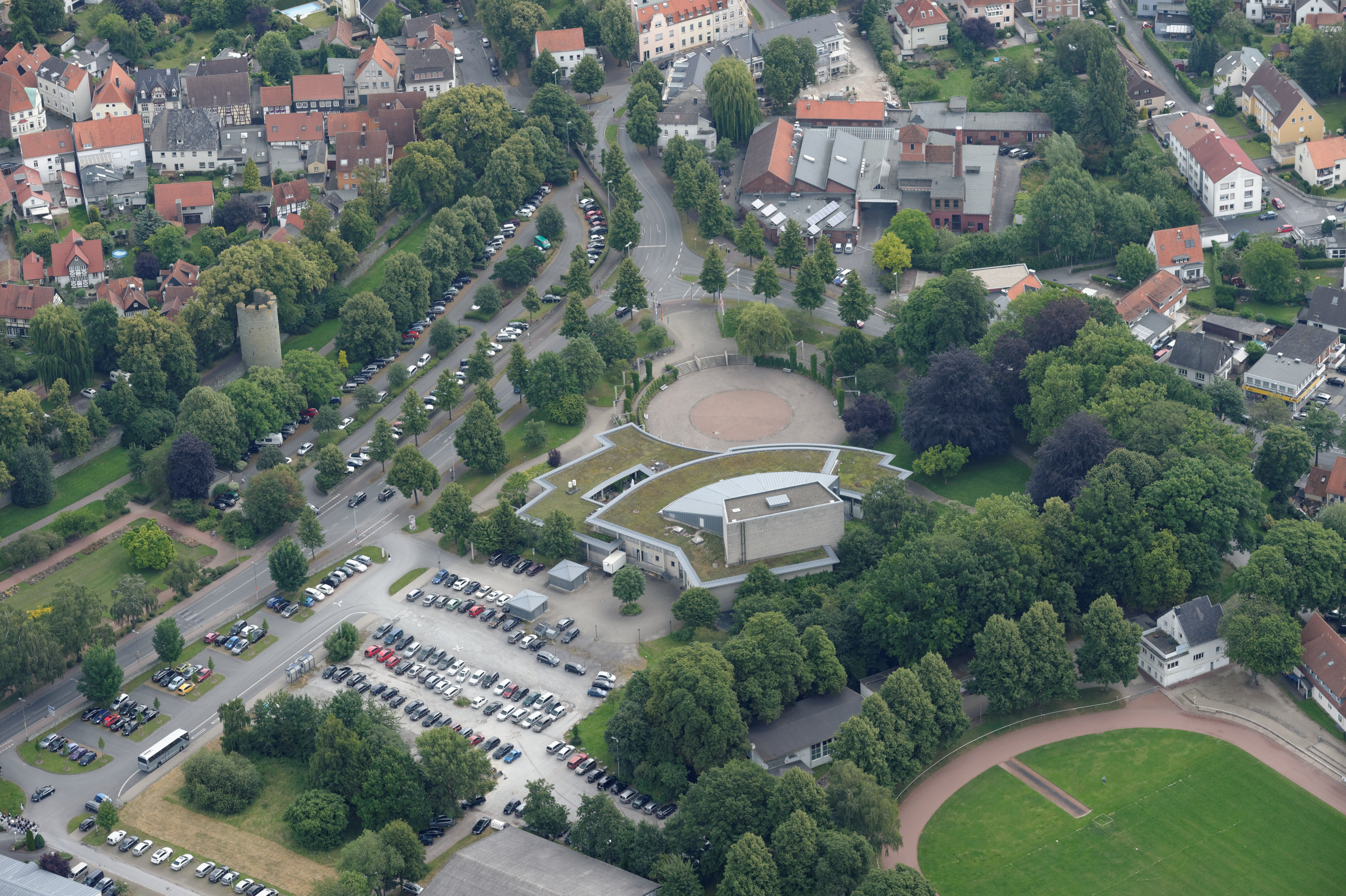
市立ホール（画面中央）とアルター・シュラハトホーフ（画面上）。画面左にカッテン塔が見える。

### 演劇
市立ホールでは、定期的にドイツの有名な巡業劇団が客演を行っている。また、コンサート、ミュージカル、オペラ、オペレッタ、子供劇、バレエなどの公演も行われる。
ヨーロッパ最大の英語劇の巡業劇団「ホワイト・ホース・シタター」はゾーストを本拠としている。この劇団は主に教育的端緒を提供することを目的としている。
文化の家「アルター・シュラハトホーフ」は、市立ホールの向かい側、保護文化財に指定されている旧市立畜殺場の敷地にあり、コンサート、キャバレー、朗読、スポーツ、見本市に利用されている。付属映画館は、映画芸術プログラムを実施している。

### 年中行事

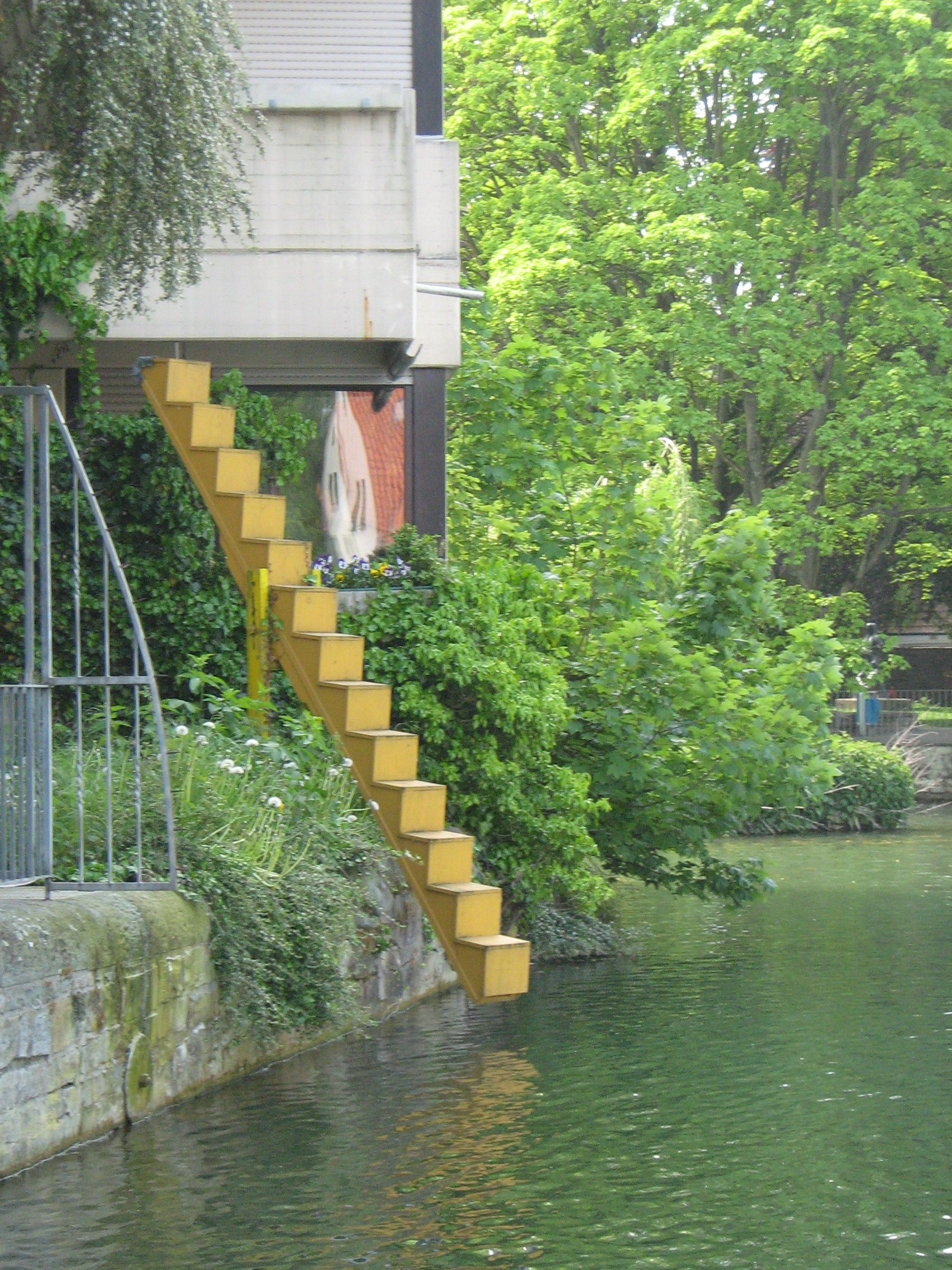
ローサー・タイヒのヴィッペ

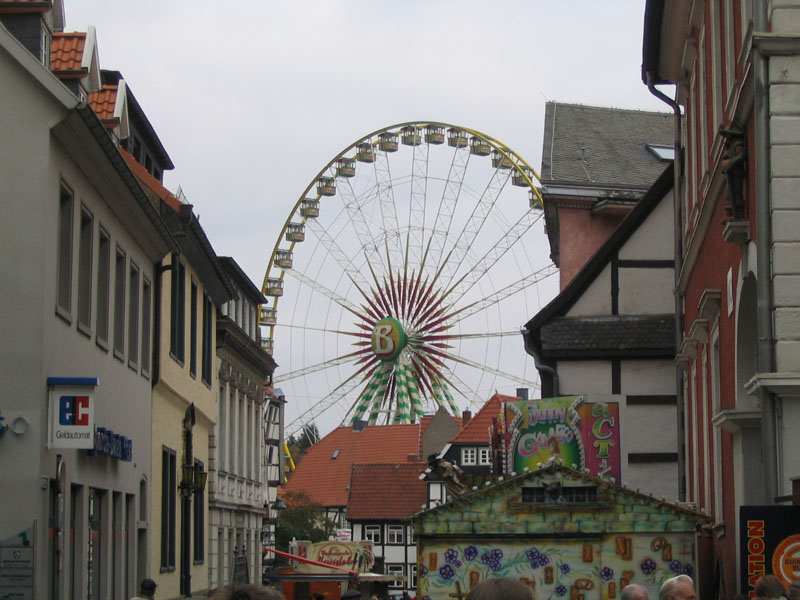
万聖教会祭

- フィリップスエッセン: フィリップスエッセンはこの種のものとしては最も古い催しである。市議会は毎年公式に招待したゲストともに歴史的なブルクホーフで行われる。
- 市民射撃祭: 市民射撃祭は洗礼者聖ヨハネの日（6月24日）の後最初の土曜日に開催される。この祭は、中世後期にその起源を持つゾースト市民射撃協会が主催する。祭の開始は伝統的な「ヴィッペン・イン・デン・グローセン・タイヒ」である。これは2人の著名なゾースト市民と1人の射撃兄弟団会員が池の中のシーソーで上下に揺さぶられる。金曜日の夜に市立ホールで門限を知らせるラッパが吹き鳴らされる。射撃の土曜日にはマルクト広場で式辞が述べられ、続いて市庁舎前で大規模なパレードが行われる。日曜日の朝は、ブルクホーフ博物館で司令官が来賓と射撃兄弟団とともに新しい国王夫妻のために接待を行う[31]。
- ベルデターク（市祭）: 5月または6月に開催されるベルデタークはゾースト最大の市祭である。買い物ができる日曜日や古物市の他に、内容の充実した音楽やショーの娯楽プログラムが用意される。毎年ベルデタークにベルデの女王が任命され、社交イベントや観光イベントで市長と一緒に本市を代表する[32]。
- 5月のダンス: 毎年4月30日に市の中心部で「5月のダンス」が開催される。このイベントにはすべての市民が招待される。
- クナイペンフェスト（直訳すると居酒屋祭）: 2001年から毎年3月に、25以上の店舗でライブ演奏が行われる。
- キャンパス・サマーナイト: 7月、期末休暇のはじめにキャンパス・サマーナイトが開催される。専門大学の卒業生は、このイベントで正式に学校から去ることになる。
- 南ヴェストファーレン専門大学のキャリアー・デイ: 毎年春、学期の始まりに、多くの企業（2011年には約120社）の代表者がゾースト・キャンパスに集まり、専門大学の卒業生およびその他の興味を持った人やゲストに会社の情報、実務、契約交渉、仕事を紹介する。連邦や州の首相や代議士およびドイツ技術者協会会長がこのエンジニアのためのリクルートイベントを支援している[33]。
- 万聖教会祭: 2012年11月に第675回万聖教会祭が開催された。これはヨーロッパ最大の旧市街教会祭（ギネスブックにはヨーロッパ最大の内市街教会祭として登録されている）で、中世の都市中核部の大部分が会場となる。万聖教会祭は、万聖節後の水曜日に始まり、5日間続く[34]。毎年万聖教会祭ではゾーストのイェーガーケン（猟師）が市のシンボルとして任命される。ゾーストの猟師は、1669年に刊行されたハンス・ヤーコプ・クリストッフェル・フォン・グリンメルスハウゼンの小説『阿呆物語』の主人公で、三十年戦争で活躍する。ゾーストの猟師が象徴する見知らぬランツクネヒトは毎年万霊教会祭の宣伝用ポスターになる。イェーガーケンとベルデの女王はおおむね一緒にゾースト市内外の市祭で、ゾースト市の代表を務める。
- ゾーストのクリスマスマーケット: ゾーストのクリスマスマーケットは毎年ゾースト内市街で開催される。ゾーストの経済振興会が組織する市場がペトリ教会広場、ラートハウス通りやマルクト広場でも開催される。おおむね死者慰霊日後の月曜日に始まり、クリスマスの数日前まで続く。ゾーストのクリスマスマーケットは徐々に人気が高まっており、ベルデタークに替わってゾースト第2のイベントになりつつある[35]。

### スポーツ
ゾーストはパワースポーツの中心地である。AC ゾーストはウェイトリフティングで何度もドイツチャンピオンになっており、過去には重要なウェイトリフティング選手やその他のパワースポーツ選手を輩出している。1980年代末にゾーストは、パワーリフティングの世界選手権大会の開催地になった。また、レスリングリーガ「ウェストサイド・エクストリーム・レスリング」もゾーストで開催された。
ゾーストにはドイツ最大のジルヴェスターレースのゴールがある。ジルヴェスターレースは、ヴェルルからゾーストまで旧連邦道 B1号線を通る 15 km のコースで、毎年 8,000人が参加する。
TuS ヤーン・ゾーストは、1980年代に強い卓球女子チームを有していた。このチームは1979年/80年から卓球ブンデスリーガ 2部でプレイし、1984年にブンデスリーガ 1部に昇格した。1990年にこのチームはドイツ準チャンピオンになった。有名な選手としては、Jin-Sook Cords、カーチャ・ノルテン、イルカ・ベーニング、ブリギッテ・デカイン、ニコレ・デカイン、エーファ・フェレンキ、Olawunmi Majekodunmi が所属していた。

### 名物料理・食材
ゾーストの伝統的な名物料理として上げられるが、メプケンブロート（ブラッドソーセージの一種）とプンパーニッケルである。しかしプンパーニッケルが実際にゾースト発祥であるかどうかは議論の余地がある。この栄誉を、たとえばライネなどヴェストファーレンの多くの都市が争っている。バイエルン王国の宮廷御用達の黒パン製造業者である市中心部のパン屋「ハーフェルラント」は何世紀にもおよぶ伝統を引き継いでいる（1570年創業）。最早新しいとは言い難いが、比較的新しい名物料理としては、モカリキュールの「ブルレンアウゲ」があり、万聖教会祭で量り売りされている。この他にはゾースター・ビールがある。ツヴィーベルビーアとも呼ばれるこのビールは、1993年からブルワリー・ツヴィーベルで醸造されている。このブルワリーでは、ヘレス、ドゥンケル、ヴァイツェン、さらにクリスマスシーズンにはヴァイフナハツボックと呼ばれるビールが製造されている。

### その他
- ゾーストでは1808年からフリーメイソンのヨハネロッジ集会所「ツーア・ブンデスケッテ」がある。これはベルリンに本部を置く「ツー・デン・ドライ・ヴェルトクーゲルン」の支部集会所である。
- メロヴィング朝時代で特筆すべきは有名なゾーストの円盤フィブラである。これはかつてミュンスター州立考古学博物館に収蔵されていた。
- パトロクリ聖堂で発見された歴史的なパトロクリ神殿跡は現在、ベルリンで見ることができる。
- ヴェルルの聖母像は、元はゾーストのヴィーゼン教会にあった。

## 経済と社会資本

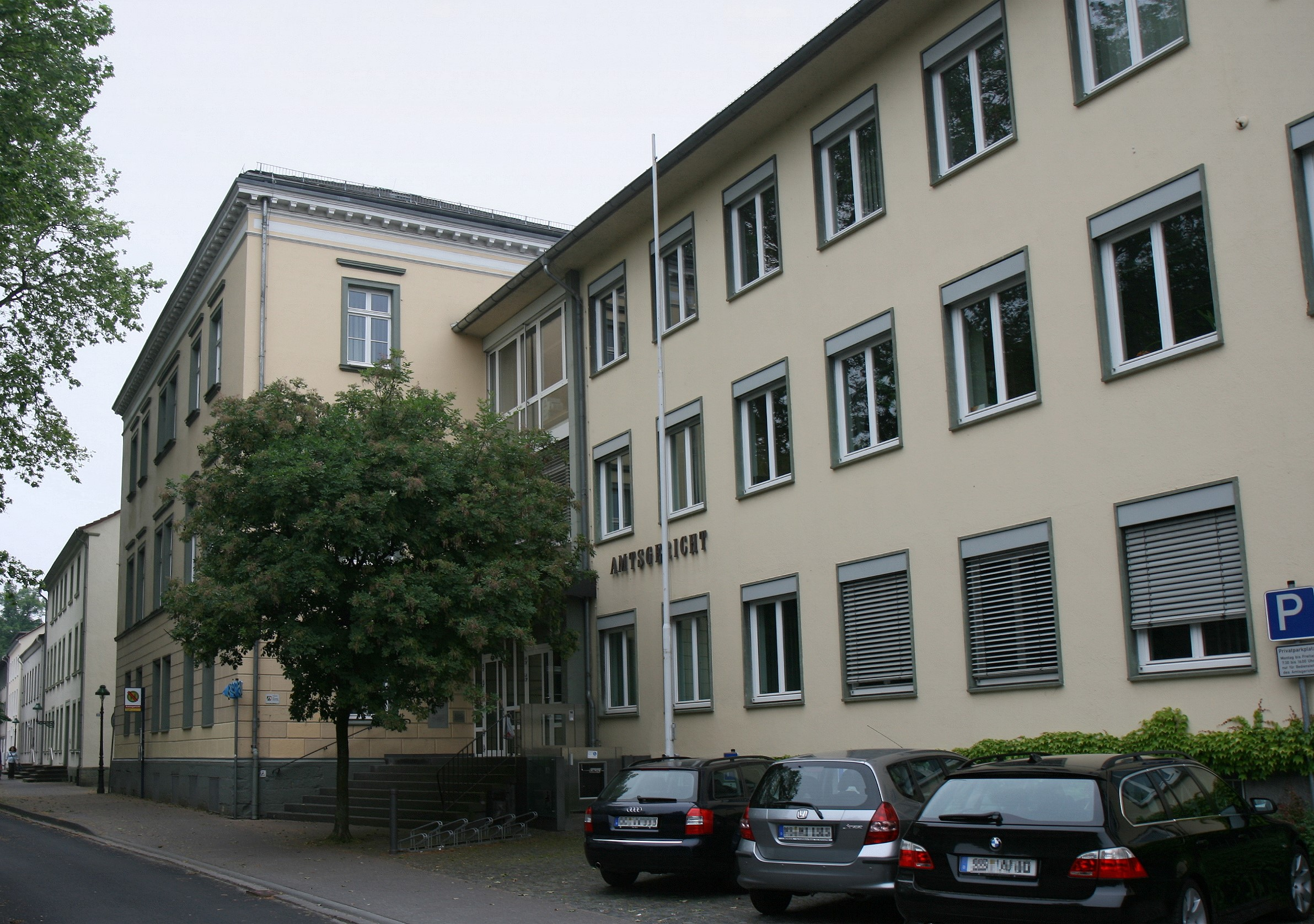
ゾースト区裁判所

### 司法
- ゾースト区裁判所

### メディア

#### 新聞
2009年7月1日にヴェストファーレンポストのゾーストでの刊行が終了した後、地方ニュースを掲載する日刊紙は1紙だけである。「ゾースター・アンツァイガー」がそれであるが、この日刊紙はそれ以前から圧倒的なシェアを占めていた（IVW 2006 によれば 88.10 %）。水曜日と日曜日には無料の情報紙「シュタット＝アンツァイガー」が各戸に配布される。これは、ゾースター・アンツァイガーの特別テーマ編集局によって制作されている。
タウン誌「ゾーストマガツィーン」と「SoSo」およびローカル健康雑誌「iovado」が月刊で発行されている。この他に年4回発行の無料ライフスタイルマガジン「PUR」がある。

#### ラジオ
ゾースト郡向けローカルラジオが「ヘルヴェーク・ラジオ」で、ゾーストのシュロイトヴェークに本社を置いている。

#### テレビ
ゾーストは、WDRテレビのジーゲン・スタジオ編集局管轄地区に属している。ロカールツァイト・ジュートヴェストファーレンでは地域に関する情報を放送している。

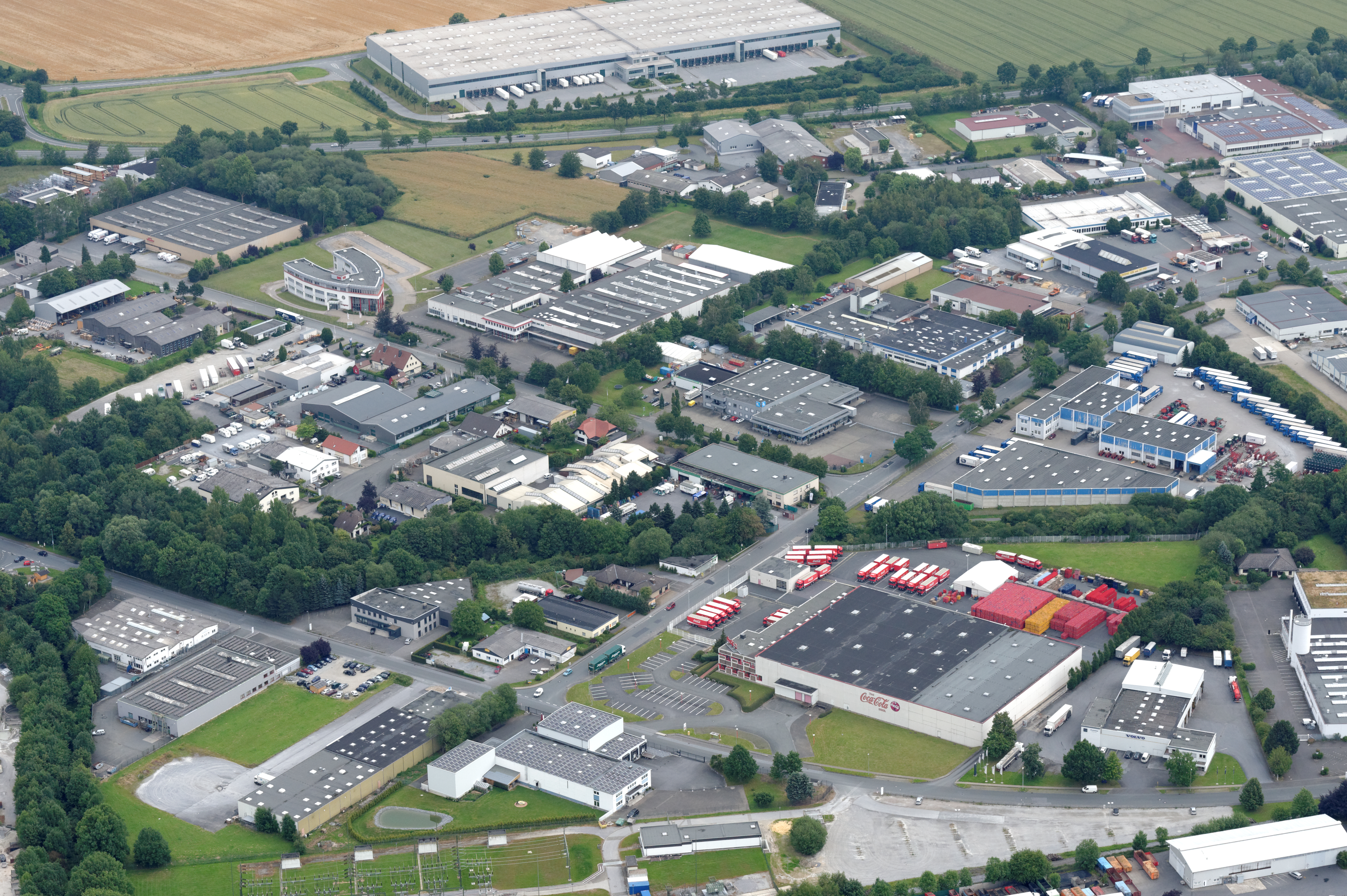
ゾースト南東産業地区

### 経済
ゾーストは、ネスレの子会社で「ビュプヒェン」の商標で保育用品を製造するビュプヒェン＝ヴェルク・エーヴァルト・ヘルメス GmbH の本社所在地である。クーヒェンマイスター社はバウムクーヘンやクリスマスシュトレンの工場生産分野における世界的リーディングカンパニーで、ジュートオスト工業地区に本社を置き、市北西部の旧製糖工場に流通センターを設けている。
この他に、アルコア、ハスブロ、ホンゼルといった会社が立地している。ゾースト市最大の雇用主は、ゾーストに本社を置くコンピューターの大手販売グループ「ALSO アクテビス」である。ALSO アクテビスは、情報工学、テレコミュニケーション、娯楽用電子機器の製品、ソリューション、サービスを提供している。

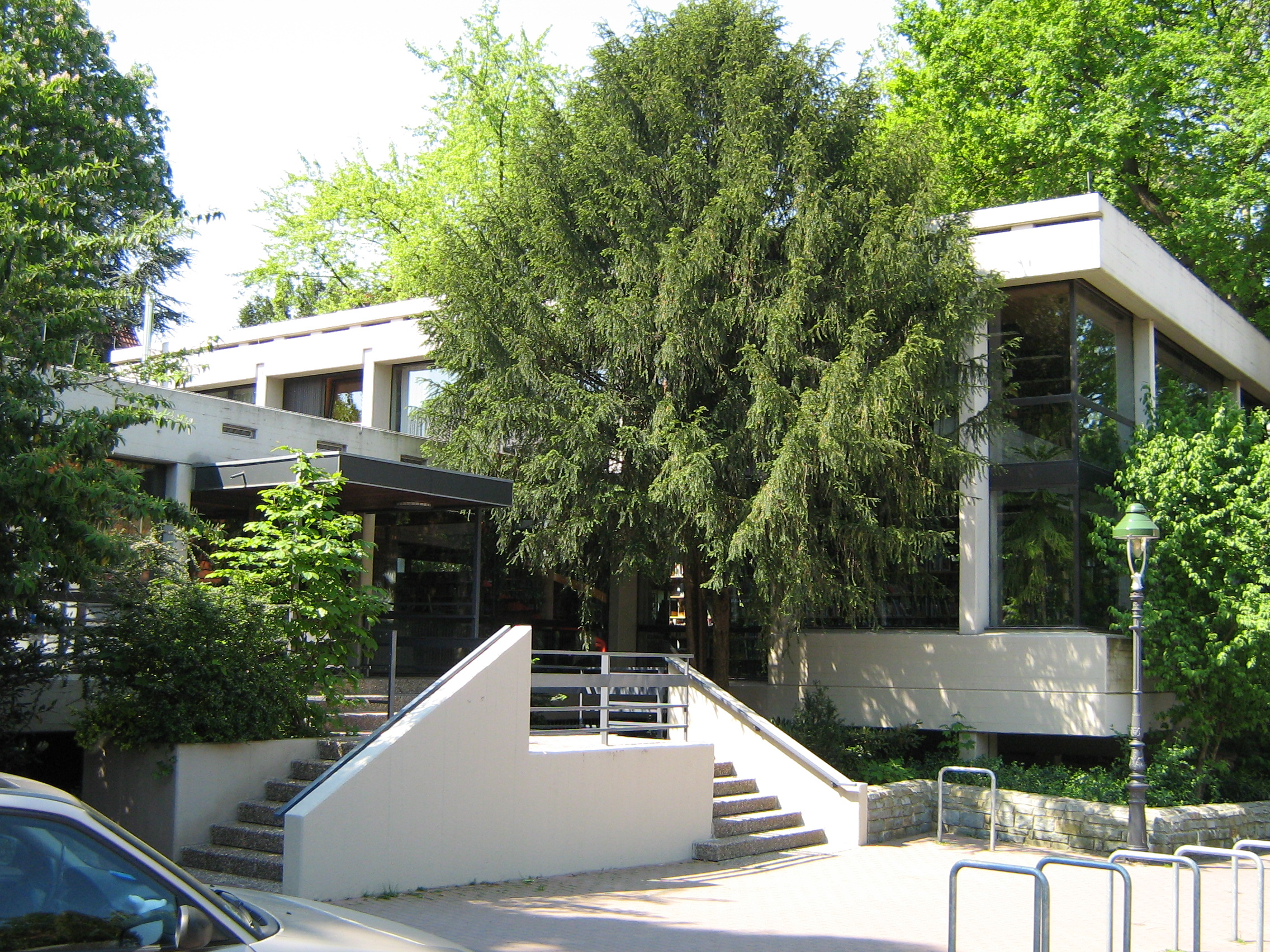
市立図書館

### 教育
ゾーストには、技術・経済大学（南ヴェストファーレン専門大学）のキャンパスがあり、農学、電気エネルギー工学、機械製造・オートメーション工学の専門学部がある（旧パーダーボルン大学ゾースト校）。国際的な学習コースは、スイス・ジャーマン大学ジャカルタのウェストファリア部門と共同で行っている。キャンパスは、かつてゾーストに駐留していたベルギー軍の旧兵舎を改造、あるいは一部については新たに造成して造られた。ノルトライン＝ヴェストファーレン行政専門大学の一部は、2000年8月に閉鎖された。
この街の教育環境には、ギムナジウム 3校（アルデグレーヴァー＝ギムナジウム、アーキギムナジウム、コンラート＝フォン＝ゾースト＝ギムナジウム）、実科学校 2校（クリスティアン＝ロールフス実科学校、ハンザ実科学校）、本課程学校 3校、ハンナ＝アーレント総合学校、ヴァルドルフ学園、職業補習高等専門学校（ゾースト郡立ベルデ職業補習高等専門学校、ゾースト郡立フーベルトゥス＝シュヴァルツ経済・経営職業補習高等専門学校）がある。アーキギムナジウムは、ヴェストファーレンで最も古い人文主義のギムナジウムである。
ゾースト市内には基礎課程学校が8校ある。公立の基礎課程学校は、アストリート＝リントグレン基礎課程学校、ゲオルク基礎課程学校、ヘルヴェーク基礎課程学校、ヨハネス基礎課程学校、ペトリ基礎課程学校、ヴィーゼ基礎課程学校である。またカトリック教会が運営する宗教基礎課程学校が2校、ブルーノ基礎課程学校とパトロクリ基礎課程学校がある。
この他に視覚障害の子供や青少年のために職業補習高等専門学校、職業訓練所、養護学校（基礎課程・本課程・実科学校）がゾーストにある。
ゾーストには、市立図書館、全国的に重要な市立文書館、ゾースト郡の郡立文書館がある。ゾーストの文で特に重要なのは、大部分がムハンマド・サリム・アブドゥッラーによって制作されたドイツ・イスラム文書である。

### 交通

#### 道路
ゾーストが古くから重要性を獲得できた要因となった交易路のすべてが現在も使われている。カール大帝がアーヘンからパーダーボルンへの東西を結ぶ街道として整備したハンザ時代の旧ヘルヴェークは、帝国道路1号線、1949年からは連邦道 B1号線となった。この道路はルール地方からほぼ一直線にゾーストを通り、パーダーボルン方面へ抜けて行く。この東西の広域交通は、1972年（西部）と1975年（残り部分）にアウトバーン 44号線が引き継いだ。このアウトバーンは、市の南を旧B1号線と並行して走り、西のルール地方と東のカッセルとを結んでいる。ゾースト付近では、ゾースト・インターチェンジで B229号線に、ゾースト東インターチェンジで B475号線に接続している。ゾースト付近のB1号線は、2014/2015年に州道（L856号線、L969号線）に降格された。
南北の交通については、ミュンスターラントへはB475号線があるが、この道路はゾーストを迂回している。ゾースト南部からB229号線がザウアーラントに向かって出発する。

#### 鉄道

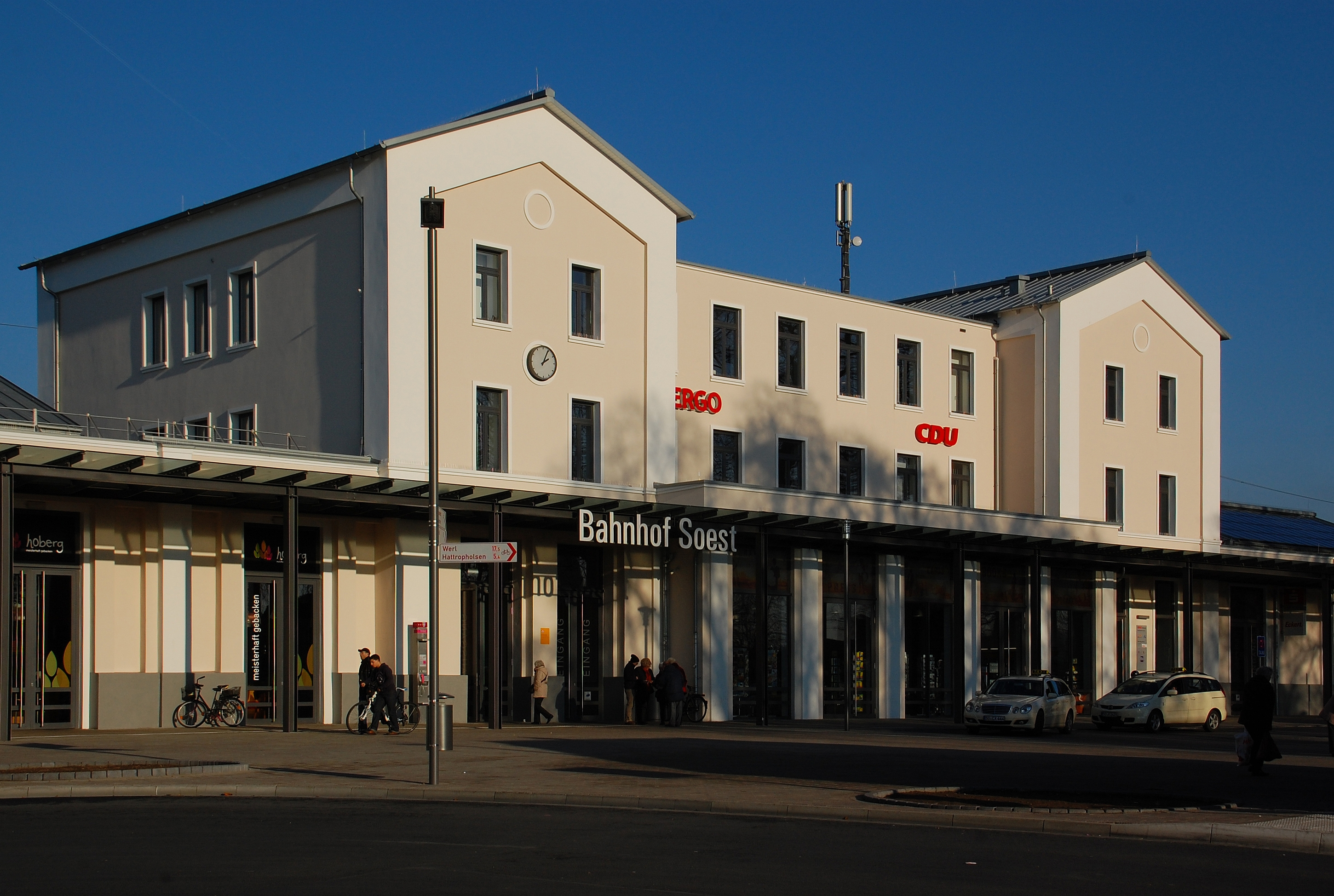
ゾースト駅

現在のゾースト駅は、本市に現存する唯一の鉄道駅である。この駅で複線電化区間のハム - ヴァールブルク線およびドルトムント - ゾースト線が接続する。この駅には、ICE、IC、RE の列車の他に、短い運行間隔で2つの路線の RB が発着する。
この他の鉄道路線は完全に廃止され、一部は自転車道に改造されている。ヴェストファーレン地方鉄道 (WLE) の標準軌のメーネタール鉄道は、かつてゾーストと南東方向のメーネタール、ベレッケ、リューテン、ブリーロンとを結んでいた。さらに AG ルール＝リッペ鉄道 (RLE) はメートル軌の軽便鉄道でゾーストから北西方向にリップボルクを経由してハムに運行しており、ホーフェシュタットへの支線があった。また南西方向にオステネン、ニーダーエンゼ、ネーハイム＝ヒュステンを経由してアルンスベルクへ向かう路線もあった。市内にあったこれらの路線の駅（たとえば、WLEのゾースト＝トーメトーア駅、RLEのゾースト＝ヤコービトーア駅）は、現在ほとんど見分けることができない。ヴェステンヘルヴェーク4番地の家の壁絵がかつてここを通っていた軽便鉄道の愛称「ペンゲル・アントン」と思い起こさせる。
ゾーストの貨物駅もやはり完全に廃止され、工業地域への引き込み線も撤去された。

#### 公共近郊交通
ルール＝リッペ地方交通 GmbH はこの街に営業所を置き、多くのバス路線を運営している。この会社は、ゾーストおよびその市区と周辺市町村とを結ぶ、路線番号が「Ｒ」で始まる地域バス路線を運行している。他方ゾーストには、中規模都市に典型的な市バス網（路線番号 C1 - C8）も整備されている。市バスは、南東に向かう C1路線から運行方向の時計回りに番号が大きくなり東に向かう C7路線まで、内市街から放射状に伸びている。C8路線は北西方向に運行しており、これだけは上記システムに則っていない。一貫したランデブー原則に基づくすべてのバス路線の中央ターミナルは旧市街にある「ブストレフ・ハンザプラッツ」停留所である。旧市街の北西に位置する駅にも、ほとんどの路線バスが停車する。全市バス路線の最大運行間隔は30分から60分で、中核市区と合併市区を結んでいる。いくつかの市バス路線は地域バスの機能を持っており、市境を越えて近隣町村（たとえばメーネゼー）との間をも結んでいる。
ゾーストは、ルール＝リッペ交通共同体の運賃適用地域に位置している。

## 人物

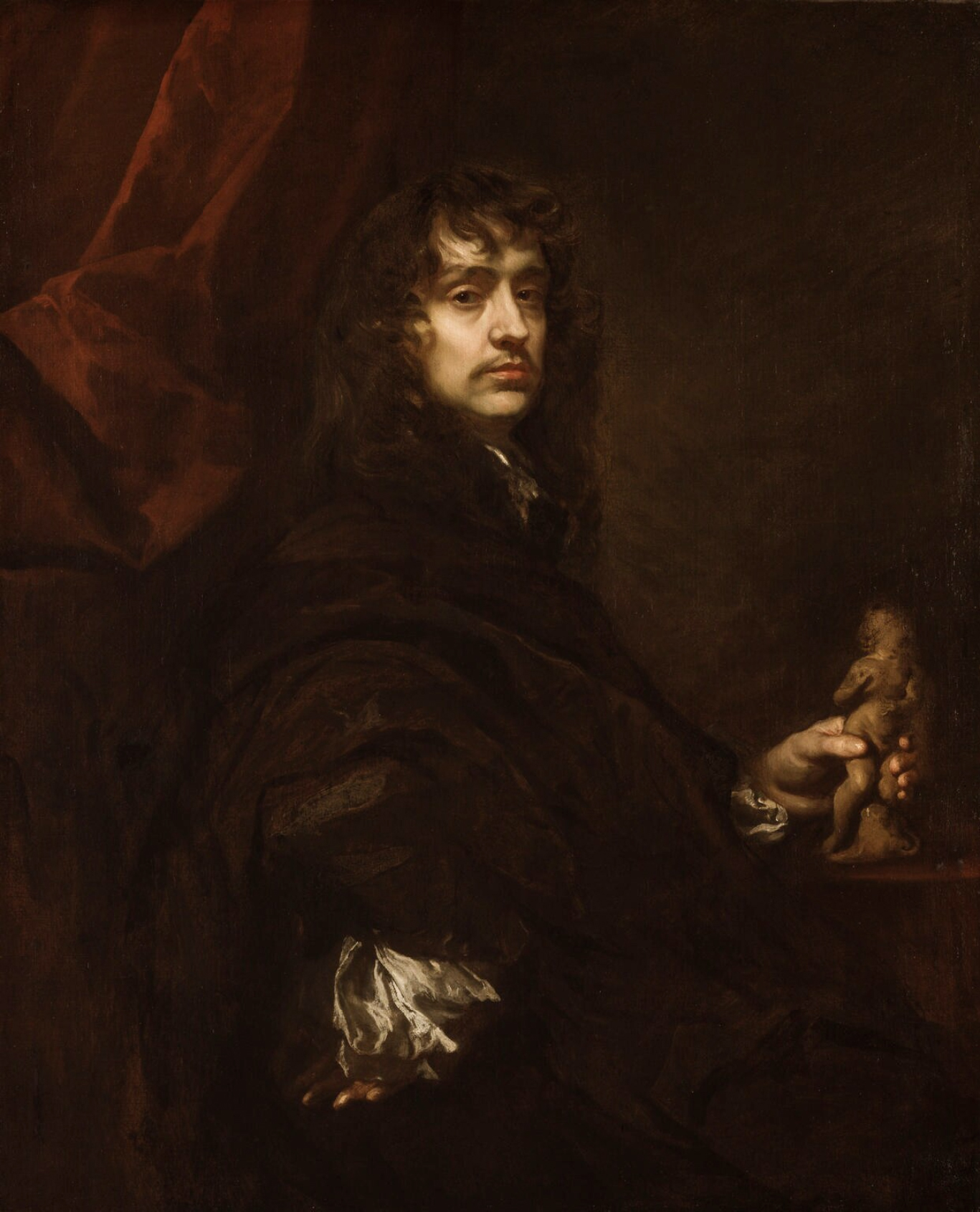
ピーター・レリーの自画像

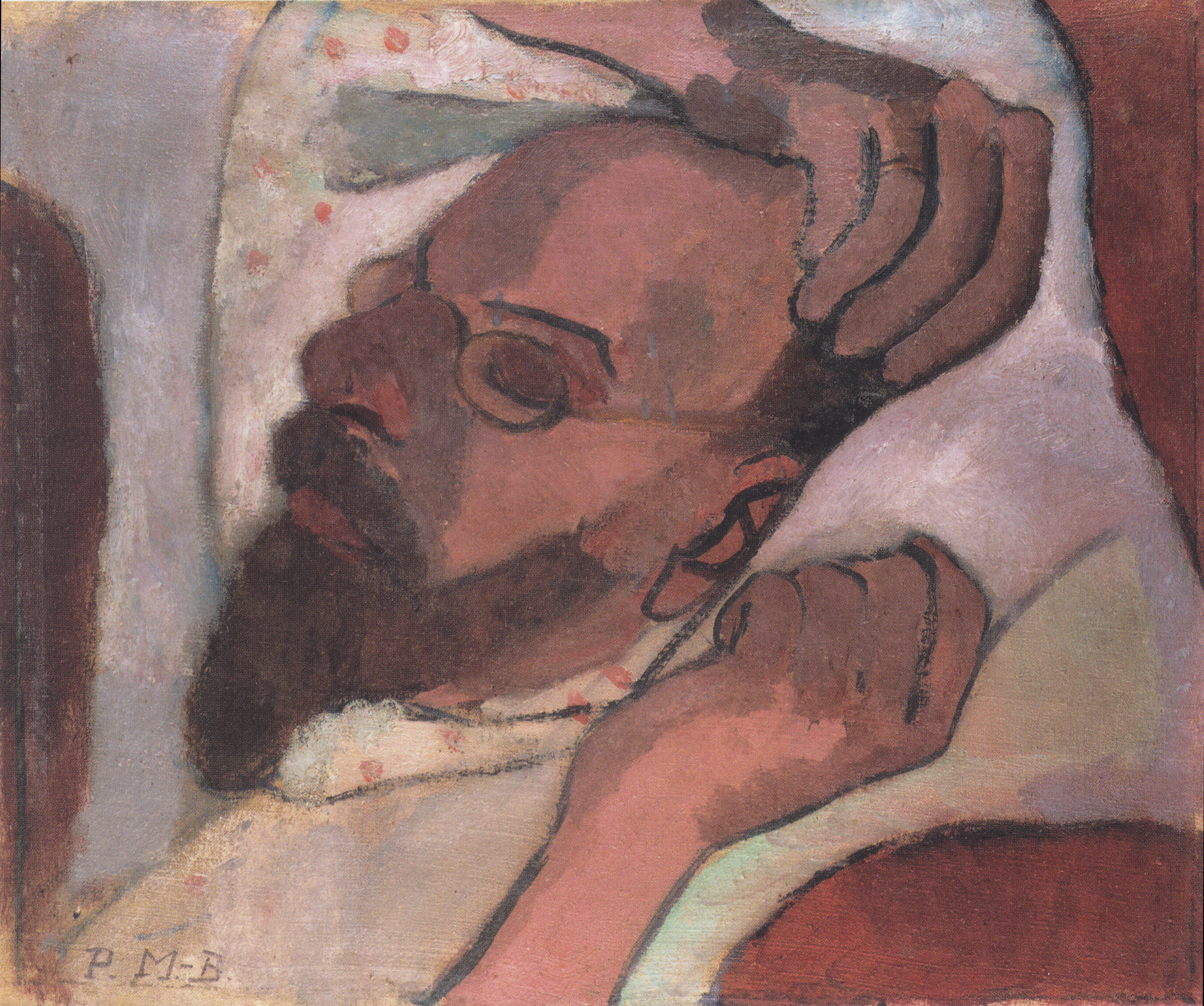
パウラ・モーダーゾーン＝ベッカーによるオットー・モーダーゾーンの肖像

### 出身者
- ヨハネス・グロッパー（ドイツ語版、英語版）（1503年 - 1559年）カトリックの神学者、法律家、教会政治家
- ピーター・レリー（1618年 - 1680年）イングランドの宮廷画家
- オットー・モーダーゾーン（1865年 - 1943年）画家
- ジークフリート・ヘンリツィ（ドイツ語版、英語版）（1889年 - 1964年）第二次世界大戦時の装甲兵大将
- ヴィルヘルム・モルグナー（1891年 - 1917年）表現主義の画家
- ラルフ・ケーニヒ（ドイツ語版、英語版）（1960年 - ）コミック作家
- ザシャ（ドイツ語版、英語版）（1972年 - ）歌手
- ゼバスティアン・ヒレ（1980年 - ）サッカー選手
- オリヴァー・キルヒ（1982年 - ）サッカー選手
- レベッカ・ハントケ（1986年 - ）フィギュアスケート選手
- ガエタン・ビル（ドイツ語版、英語版）（1988年 - ）ベルギーの自転車競技選手

### ゆかりの人物
- アルベルトゥス・マグヌス（1200年頃 - 1280年）哲学者、神学者
- ハインリヒ・アルデグレーファー（1502年 - 1555年から1561年の間）銅版画家、画家。ジーゲンで亡くなった。
- アンドレイ・オステルマン（1686年 - 1747年）ロシア帝国の政治家、外交官。アーキギムナジウムで学んだ。
- フェルディナント・フライリヒラート（1810年 - 1876年）詩人、翻訳家。1825年から1832年までゾーストに住んだ。
- コンラート・ドゥーデン（ドイツ語版、英語版）（1829年 - 1911年）哲学者、辞書学者。1859年から1869年までゾーストでギムナジウムの教師を務めた。
- ヘルマン・クレーマー（ドイツ語版、英語版）（1834年 - 1903年）ルター派神学者。1859年から1870年までオステネンの説教師を務めた。
- ローベルト・フォイルゲン（ドイツ語版、英語版）（1884年 - 1955年）医師、大学教授。核酸研究のパイオニア。
- カール・フリードリヒ・シュテルブリンク（ドイツ語版、英語版）（1894年 - 1943年）牧師、リューベックの殉教者（ドイツ語版、英語版）の1人。1913年から1915年までゾーストのディアスポラ＝セミナーで学んだ。
- パウル・シュナイダー（ドイツ語版、英語版）（1897年 - 1939年）牧師、国家社会主義の犠牲者。ゾーストの説教師セミナーで学んだ。
- ヨーヒェン・ボルヒャート（ドイツ語版、英語版）（1940年 - ）連邦食糧・農業大臣。ゾーストの大学を卒業した。
- ディーター・ヘッキング（ドイツ語版、英語版）（1964年 - ）サッカー選手。ジュニア時代にウェストファリア・ゾースト、ゾースターSVでプレイした。
- ジェームス・ブラント（1974年 - ）歌手。父親がイギリス陸軍ライン軍団の軍人として駐屯していたため、幼少期の10年間ゾーストに住んだ。
- セバスティアン・ティラワ（1988年 - ）サッカー選手。ゾーストのクリスティアン＝ロールフス実科学校で学んだ。

### 日本語参考文献
- 高橋理『ハンザ「同盟」の歴史　中世ヨーロッパの都市と商業』創元社、2013年。ISBN 978-4-422-20337-9。
- フィリップ・ドランジェ『ハンザ 12-17世紀』高橋理（監訳）、奥村優子、小澤実、小野寺利行、柏倉知秀、高橋陽子、谷澤毅（訳）、みすず書房、2016年。ISBN 978-4-622-08511-9。

## 訳注
1. ↑  たとえば、13世紀の商人団体の代表を務め、裁判権をも有した 4人の長老 (ドイツ語: Oldermann) は、リューベック、ヴィスビー、ゾースト、ドルトムントから1人ずつが選ばれた。（ドランジェ p. 35-37）